# تاریخچه اندیشه فرگشتی
باور به فرگشت و این که انسان‌ها و دیگر جانداران زنده از راه‌های طبیعی و دگرگون شدن یک ساختار به ساختاری دیگر پدید آمده‌اند ریشه‌های کهن در میان ایرانیان باستان،  ایرانیان دوران اسلامی، یونانیان باستان، رومیان و چینیان دارد. با آغاز طبقه‌بندی علمی جانداران در انتهای سده ۱۷ میلادی، اندیشهٔ زیستی در غرب تحت تأثیر دو باور متضاد قرار گرفت: یکی ذات‌باوری و اعتقاد به این بود که هر جانور دارای خصیصه‌های ذاتی نامتغیر است که خود برآمده از متافیزیک مکتب ارسطو و همسو با الهیات طبیعی بود؛ و دیگری برآمده از رویکردی متضاد با اندیشه ارسطویی در دانش نوین. با رشد روشنگری، جهان‌بینی فرگشتی و فلسفه مکانیکی از علوم فیزیکی تا تاریخ طبیعی را دربر گرفتند. طبیعت‌گرایان آغاز به تمرکز بر تغییرپذیر بودن گونه‌ها کردند؛ برآمدن دیرینه‌شناسی با مفهوم انقراض فشار را بر دیدگاه ثابت بودن طبیعت هر چه بیشتر کرد. در آغاز سده ۱۹ میلادی، ژان–باتیست لامارک نگره خود دربارهٔ تراجهش گونه‌ها را مطرح کرد، که نخستین نگره از این نوع دربارهٔ فرگشت به‌شمار می‌رفت.
در ۱۸۵۸، چارلز داروین و آلفرد راسل والاس، به صورت مشترک اقدام به چاپ نگره‌ای فرگشتی تازه کردند که به تفصیل در کتاب خاستگاه گونه‌های داروین شرح داده شد. اگرچه تا پیش از ارائه نظریه فرگشتی داروین دیدگاه فرگشت‌گرایانه در جامعه علمی جای پا باز کرده بود، اما نظریه او به آن دلیل انقلابی تلقی می‌شود که توانست سازوکاری از چگونگی پدید آمدن تفاوت‌ها در گونه‌های مختلف را توضیح دهد؛ چیزی که امروزه با مفهوم انتخاب طبیعی می‌شناسیم. نظریه او همراه بود با شواهد بی‌شماری از شاخه‌های گسترده علمی همچون دامداری، جغرافیای زیستی، زمین‌شناسی، ریخت‌شناسی، و رویان‌شناسی.
بحث بر روی کار داروین باعث پذیرش سریع مفهوم کلی فرگشت شد، ولی سازوکار مشخصی که تحت عنوان انتخاب طبیعی او پیشنهاد داد، به صورت گسترده مورد استقبال قرار نگرفت، مگر تا هنگامی که پیشرفت‌های زیست‌شناسی در طی دهه‌های ۱۹۲۰ و ۱۹۴۰ آن را دوباره پیش کشیدند. تا پیش از آن هنگام، بیشتر زیست‌شناسان ادعا می‌کردند عوامل دیگری مسئول فرگشت هستند. جایگزین‌های انتخاب طبیعی که در طی افول داروینیسم (تقریباً ۱۸۸۰ تا ۱۹۲۰) پیشنهاد شدند شامل به ارث بردن ویژگی‌های اکتسابی (نولامارکیسم)، میل ذاتی به تغییر (راست‌زایی)، و جهش‌های آنی و بزرگ (جهش‌گرایی) بودند. سنتز انتخاب طبیعی توسط ژنتیک مندلی در طی دهه‌های ۱۹۲۰ و ۱۹۳۰ باعث بنیان نهادن شاخه جدید ژنتیک جمعیت شد. در طی دهه‌های ۱۹۳۰ و ۱۹۴۰، ژنتیک جمعیت با دیگر شاخه‌های زیستی ترکیب شد، و نگره‌ای به صورت گسترده مورد پسند از فرگشت را نتیجه داد که بیشتر زیست‌شناسی را در بر می‌گرفت: سنتز فرگشتی نوین.
در پی استقرار زیست‌شناسی فرگشتی، مطالعات جهش و تنوع در جمعیت‌های طبیعی، در ترکیب با جغرافیای زیستی و سامانه‌شناسی، منجر به پیدایش ریاضیاتی پیچیده و مدل‌های سببی از فرگشت شدند. دیرینه‌شناسی و کالبدشناسی تطبیقی به ساخت تاریخ فرگشتی حیات با جزئیات بالا کمک کردند. با برآمدن ژنتیک مولکولی در دهه ۱۹۵۰، مبحث فرگشت ملکولی بر پایه رشته‌های پروتئینی و تست‌های ایمنی‌شناختی پیدایش یافت، و بعدها بررسی‌های بر دی‌ان‌ای و آران‌ای را دربر گرفت. دیدگاه ژن-محور فرگشت اهمیت فراوانی در دهه ۱۹۶۰ یافت، و در پی آن بحث‌های زیادی بر روی سازگارپذیری، واحدهای انتخاب، و اهمیت نسبی رانش ژن در مقابل انتخاب طبیعی، انجام گرفتند. در پایان سده ۲۰ میلادی، توالی‌شناسی دی‌ان‌ای منجر به شناخت فیلوژنتیک مولکولی و انتقال افقی ژن شد، و راه را برای بازنویسی دوباره درخت حیات به صورت سامانه‌ای سه–دامنه باز کرد. همچنین، عوامل تازه شناخته شدهٔ درون‌هم‌زیستی و انتقال عمودی ژن پیچیدگی‌های بیشتری را وارد نگره فرگشتی کردند. یافته‌های زیست‌شناسی فرگشتی نه تنها بر شاخه‌های سنتی زیست‌شناسی تأثیری بزرگ داشته‌اند، که دیگر مباحث علمی و دانشگاهی را نیز (همچون انسان‌شناسی و روان‌شناسی) متأثر ساختند.

## دوران باستان
یونانیان باستان از دیدگاه آیینی مشکلی با پذیرش دیدگاه پدید آمدن فرگشتی انسان و دیگر جانوران نداشتند. با این حال، فیلسوفانی چون ارسطو و افلاطون بر این باور بودند که جهان و جانوران موجود در آن دارای نظم و ترتیب هستند و نمی‌توانسته‌اند برآمده از فرایندهای طبیعی کور و بی‌قاعده بوده باشند. در بحثی بسیار تأثیرگذار از ارسطو در نوشتار اعضای جانوران، او از مفهوم «هدف غایی» سخن می‌گوید که بر پایه آن «اعضای جانوران نه تنها به خاطر کارکردشان، که به خاطر نوعی هدف پنهان پدید آمده‌اند که نشان دهنده نوعی غرض و خواست از پیش تعیین شده است». او به این ترتیب این اندیشه را جا انداخت که یاخته‌ها «طراحی» شده‌اند و نه آنکه بی هیچ هدفی پدید آمده باشند.

### یونانیان
این اندیشه که گونه‌ای جانور، یا حتی انسان، می‌تواند از نوع دیگری جانور پدیدار شود به نخستین فیلسوفان یونانی پیشاسقراطی بازمی‌گردد. آناکسیماندروس میلتوسی (۶۱۰ تا ۵۴۶ پ. م) بر این باور بود که در دوره‌ای آببندان از تاریخ زمین، نخستین جانوران در آب زندگی می‌کردند، و نخستین نیاکان خشکی‌زی انسان‌ها می‌بایست درون آب به دنیا آمده باشند و تنها بخشی از زندگیشان را بر روی خشکی سپری کرده‌اند. او همچنین عنوان کرد که نخستین انسانی که به شکل امروزین دیده می‌شود، می‌بایست فرزند نوع دیگری از جانوران باشد، چرا که انسان برای زندگی نیاز به مراقبت طولانی‌تر والدین دارد. امپدوکلس (۴۹۰ تا ۴۳۰ پ. م) عنوان کرد که آنچه ما مرگ و زندگی در جانوران می‌نامیم تنها جوش خوردن و جدا شدن مواد هستند و این ماده است که «گروه‌های بی‌شمار جنبندگان میرا» را پدیدمی‌آورد. به ویژه، نخستین جانوران و گیاهان مانند بخش‌های تکه شده از هم آن چیزهایی که امروزه می‌بینیم هستند، و تعدادی از آن‌ها توانستند در اشکال مختلف جوش بخورند و متصل شوند، و هر گاه «شرایط هر آنگونه بود که اگر از قصد و با نیت پیشین شکل می‌گرفت، آنگاه جانور بقا می‌یافت، در حالی که به شکل اتفاقی در راه مطلوب سرهم شده است».

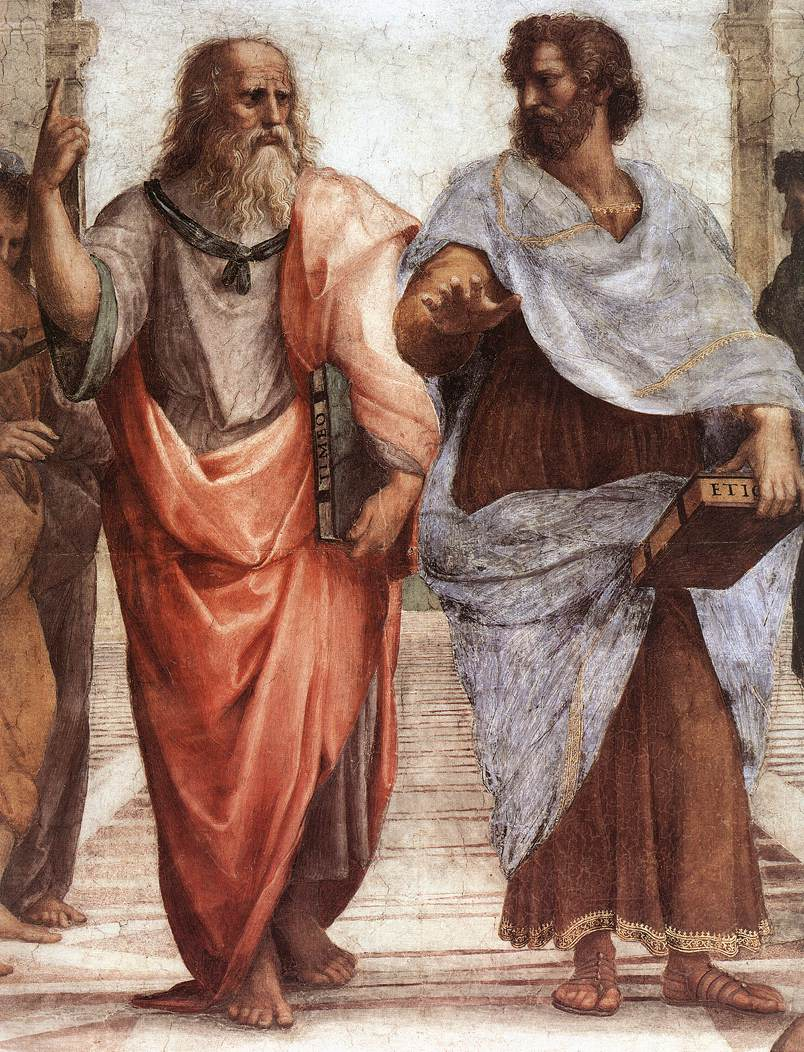
افلاطون (چپ) و ارسطو (راست)، بخشی از نقاشی مکتب آتن (۱۵۰۹–۱۵۱۱) اثر رافائل

دیگر فیلسوفانی که در سده‌های میانی اهمیت بالایی یافتند، همچون افلاطون (۴۲۸ تا ۳۴۸ پ. م) و ارسطو (۳۸۴ تا ۳۲۲ پ. م)، و اعضای مکتب رواقی‌گری، بر این باور بودند که همه چیز، نه تنها موجودات زنده، از پیش توسط آفرینش الهی ثابت و تغییرناپذیر درست شده‌اند. این باور آنان، اندیشه فرگشتی را برای سده‌های طولانی عقب نگاه داشت. ارنست مایر زیست‌شناس، افلاطون را «ابرضدقهرمان فرگشت‌گرایی» می‌خواند؛ چرا که او مشوق نظریه ذات‌باوری یا نظریه مثل بود که بر پایه آن، هر چیزی که در جهان دیده می‌شود، صورتی ناکامل از ایده‌آل، شکل، یا «گونه» ای است که آن نوع را تعریف می‌کند. برای نمونه در کتاب تیمائوسِ خود، افلاطون داستانی را از زبان شخصیتی بیان می‌کند که در آن عقلی فعال، کیهان را و هر آنچه در آن است پدید آورد و از آنجا که خود نیک‌خوی بود «... رها از رشک، بر آن شد تا همه چیز تا سر حد امکان چونان خودش باشند.» خالق، همه انواع متصور از حیات را آفرید، چرا که «... بی آن‌ها، گیتی ناکامل می‌ماند، چرا که در برنمی‌داشت هر آنچه را که می‌بایست دربرداشته باشد، اگر می‌بایست متعالی باشد.» این «قاعده کمال» – اندیشه‌ای که بر پایه‌اش وجود همه انواع مستعد حیات، لزومی بر آفرینشی عالی هستند – اندیشه مسیحیت را بسیار تحت تأثیر قرار داد. با این حال شماری از تاریخ‌دانان علم در میزان تأثیر ذات‌باوری افلاطونی بر فلسفه طبیعی ابراز تردید کرده‌اند و به گفته آنان، بسیاری فیلسوفان پس از افلاطون بر این باور بودند که ممکن است گونه‌ها دارای توانایی دگرگون شدن داشته باشند و این ایده که گونه‌های زیستی ثابت و دارای ویژگی‌های ضروری تغییرناپذیر بودند جز در سده ۱۷ و ۱۸ و به هنگام آغاز رده‌بندی علمی زیست‌شناسانه اهمیت چندانی نیافت.
ارسطو که یکی از تأثیرگذارترین فیلسوفان یونانی در سده‌های میانی اروپا بود، دانشجوی افلاطون و یکی از نخستین تاریخ‌دانان طبیعی بود که نوشته‌هایش به صورت کامل باقی‌مانده‌اند. نوشته‌های او دربارهٔ زیست‌شناسی برآمده از پژوهش وی بر روی تاریخ طبیعی جزیره لزبوس و اطراف آن هستند که در چهار کتاب باقی‌مانده‌اند و اغلب با نام‌های لاتینشان شناخته می‌شوند؛ De anima، Historia animalium، De generatione animalium، و De partibus animalium. کارهای ارسطو حاوی مشاهدات موشکافانه وی و تفاسیرش — در کنار افسانه‌ها و خطاها — هستند که نشان از سطح ابتدایی و ناهموار دانش و آگاهی در دوران وی دارند. با این حال، چارلز سینگر می‌گوید «هیچ چیز قابل‌توجه‌تر از تلاش‌های ارسطو برای نشان دادن روابط میان موجودات زنده به عنوان یک scala naturae نیست». عنوان scala naturae او اشاره به «نردبان حیات» یا «زنجیره عظیم وجود» دارد که بر پایه آن جانورانی که دارای پیچیدگی بیشتر ساختاری و کارکردی بودند به عنوان «یاخته‌های والاتر» شناخته می‌شدند. ارسطو باور داشت که ویژگی‌های یاخته‌های زنده به روشنی نشان می‌دادند که آن‌ها می‌بایست به گفته او «هدفی غایی» داشته باشند، یا به بیان دیگر آنکه آن‌ها برای هدفی طراحی شده‌اند. او به ویژه دیدگاه امپدوکلس را دربارهٔ اینکه جانوران موجود می‌توانسته‌اند نشات گرفته از شانس و احتمال باشند، رد کرد.
دیگر فیلسوفان یونانی، همچون زنون رواقی (۳۳۴ تا ۲۶۲ پ. م) بنیان‌گذار مکتب رواقی فلسفه، با ارسطو و دیگر فیلسوفان در اینکه طبیعت دارای شواهد آشکاری است که نشان از آفرینش دارای هدف دارد، موافق بودند. به این دیدگاه، غایت‌شناسی می‌گویند. سیسرو (۱۰۶ تا ۴۳ پ. م)، فیلسوف رواقی رومی، نوشته است که زنون باوری کلیدی در فیزیک رواقی داشت مبنی بر اینکه طبیعت در اصل «رهنمون شده و متمرکز است… تا جهان را پناهگاهی سازد… ساختاری بهینه برای بقا.»
اپیکور (۳۴۱ – ۲۷۰ پ. م) ایدهٔ انتخاب طبیعی را پیش‌بینی کرد. لوکرتیوس (۹۹ – ۵۵ پ. م) فیلسوف اتم‌گرای رومی، به بازنشر این ایده‌ها در شعر خود در طبیعت اشیاء پرداخت. در سامانه اپیکوری، تصور بر این بود که بسیاری گونه‌ها در گذشته از گایا به یکباره پدیدار شده‌اند، ولی تنها ساختارهای کارترا به بقا ادامه داده و بچه‌دار شده‌اند. به نظر نمی‌رسد که اپیکورگرایان به پیش‌بینی نگره فرگشت آنگونه که امروزه می‌شناسیم پرداخته باشند و به ظاهر باور به روندهای جدای پیدایشی برای هر گونه داشته‌اند، نه روندی پیدایشی یکتا که جانوران گوناگون در طی تاریخ از یاختهٔ مادر یکتایی جدا شده باشند.

### چینیان
اندیمشندان چینی باستان، همچون چوانگتسی (۳۶۹ – ۲۸۶ پ. م) که فیلسوفی تائوئیست بود، دیدگاه‌هایی دربارهٔ تغییرات گونه‌های زیستی عنوان کردند. به گفته جوزف نیدهام، تائوئیسم آشکارا ثابت بودن گونه‌های زیستی را منکر می‌شد و اندیشمندان تائوئیست بر این گمان بودند که گونه‌ها ویژگی‌های مختلف خود را در پاسخ به محیط‌های مختلف دارا شده‌اند. تائوئیسم انسان، طبیعت، و آسمان‌ها را در حالتی از «تغییر شکل مداوم» موسوم به تائو می‌داند که در تضاد با دیدگاه بیشتر ساکن‌اندیش طبیعت در غرب بود.

### رومیان
شعر در طبیعت اشیاء لوکرتیوس بهترین منبع باقی مانده‌است که به توضیح اندیشه‌های فیلسوفان اپیکورگرای یونانی می‌پردازد. این شعر به توصیف تشکیل یافتن کیهان، زمین، موجودات زنده، و جامعه بشری از راه سازوکارهای کاملاً طبیعی، بی هیچ گونه دخالت فراطبیعی، می‌پردازد. بعدها، در طبیعت اشیاء بر اندیشه‌های کیهانی و فرگشتی فیلسوفان و دانشمندان طی و پس از دوران رنسانس تأثیر مهمی گذاشت. دیدگاه لوکرتیوس در تقابل آشکار با دیدگاه فیلسوفان رومی اهل مکتب رواقی‌گری همچون سیسرو، سنکای جوان (تقریباً ۴ پ. م تا ۶۵ پس از میلاد)، و پلینیوس (۲۳ تا ۷۹ پس از میلاد) بود که دارای دیدگاه‌های قوی غایت‌گرایانه از جهان طبیعی بودند و بعدها الهیات مسیحی را تحت تأثیر بسیار قرار دادند. سیسرو می‌نویسد که دیدگاه رواقی از طبیعت به عنوان بنیادی که در آن حیات در اصل برای «آنانی که مناسب‌تر [از دیگران] برای بقا بودند» بود، به ویژه به مذاق اشراف جامعه هلنیستی یونان خوش می‌آمد.
آگوستین قدیس (سده ۴ میلادی) از نخستین کسانی است که به اندیشه‌های فیلسوفان یونانی بازگشت و نوشت که داستان آفرینش آورده شده در سفر پیدایش نباید آنچنان تحت‌اللفظی گرفته شود. در کتاب De Genesi ad litteram (در باب معنای عینی پیدایش)، وی می‌نویسد که در بعضی موارد جانوران جدید ممکن است از «تجزیه» ساختارهای قدیمی‌تر حیات پدید آمده باشند. برای آگوستین «حیاتِ گیاهان، ماکیان، و جانوران بی‌عیب نیست … ولی خلق شده در حالتی از استعداد بالقوه [هستند]»، برخلاف آنچه او ساختارهای کامل الهی فرشتگان، گنبد آسمان، و روح انسان می‌دانست. باور آگوستین دربارهٔ اینکه انواعی از حیات «به آرامی در طول تاریخ» تغییر شکل داده‌اند، پدر کوزپه تانزلا–نیتی، استاد الهیات دانشگاه سانتا گروچه در رم را بر آن داشت تا ادعا کند آگوستین به ارائه گونه‌ای از فرگشت پرداخته است.

## سده‌های میانی
بر خلاف اسلام، باورمندان به آیین‌های مسیحیت و یهود دلایل دینی برای مخالفت با اندیشه فرگشتی حیات داشتند چرا که چنین اندیشه‌ای در تقابل با داستان آفرینش نوشته شده در سفر آفرینش بود. بر پایه این داستان، جهان به شکل یک‌باره توسط خدا آفریده شد و جانوران درون آن همگی در طی زمانی کوتاه بر روی زمین پدیدار شدند. با این حال تعدادی از اندیشمندان مسیحی نظریات گوناگونی نسبت به مسئله آفرینش ابراز کرده‌اند. برای نمونه، سنت آگوستین بر نوعی نظریه پیشافرگشتی باور داشت که بر پایه آن خداوند بذرهای حیات را بر روی زمین پراکنده‌ساخته است و آن بذرها در گذر زمان تبدیل به جانداران گوناگون شده‌اند.

### فلسفه اسلامی

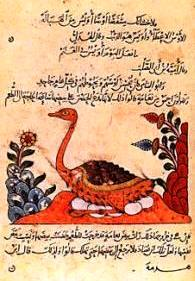
برگی از کتاب کتاب الحیوان از جاحظ

اگرچه اندیشه‌های فرگشتی یونانیان و رومی‌ها پس از سقوط امپراتوری روم به درون اروپا راه نیافت، اما دانشمندان و اندیشمندان مسلمان آن‌ها را گم نکرده و به نگاهداری و بازنشرشان پرداختند. در دوران طلایی اسلام از سده ۸ تا ۱۳ میلادی، فیلسوفان مسلمان اندیشه‌هایی را دربارهٔ تاریخ طبیعی بسط دادند. این ایده‌ها شامل تراجهش از موجودات نازنده به زنده بود؛ «از کانی به گیاه، از گیاه به جانور، و از جانور به انسان.»
در سده‌های میانی جهان اسلام، جاحظ (۷۷۶ – ۸۶۸ میلادی) کتاب الحیوان خود را در سده ۹ میلادی نوشت. در بخشی از این کتاب، وی می‌نویسد «موش برای غذای خود به بیرون می‌رود، و با هوش خود آن را به دست می‌آورد، چرا که [موش] همه جانوران پست‌تر از خود را می‌خورد» و در عوض از آن مهاجمانی که قوی‌تر از خود هستند فرار می‌کند: «می‌بایست از مارها و پرندگانی که می‌خواهند وی را ببلعند دوری کند». پشه‌ها «از غریزه خبر دارند که خون آن چیزی است که آن‌ها را زنده نگاه می‌دارد» و هنگامی که جانوری را می‌بینند، «می‌دانند که پوست [آن جانور] به گونه‌ای است که غذایشان را مهیا می‌سازد.» در عوض، مگس‌ها به شکار پشه‌هایی می‌پردازند «که غذای مورد علاقه‌شان است»، و دیگر مهاجمان نیز مگس‌ها را شکار می‌کنند. «در یک کلام، هیچ جانوری، نه می‌تواند بدون غذا زندگی کند، و نه می‌تواند از سرنوشت خود در شکار شدن بگریزد. هر جانور ضعیف به بلعیدن جانوران ریزتر از خود می‌خیزد و گریزی نیز برای جانوران قوی از خورده شدن توسط قوی‌تر از خودشان نیست. بر این سبق، انسان را نیز فرقی با جانوران نیست، اگرچه شدتش تفاوت دارد. خلاصه آنکه خداوند بعضی انسان‌ها را علت حیات دیگران، و مشابهاً، او را عامل مرگ بعضی دیگر جانوران قرار داده است.» جاحظ همچنین به توصیف زنجیره‌های غذایی پرداخت.
به گفته بعضی پژوهشگران، بعضی از اندیشه‌های ابن خلدون را می‌توان پیش‌گفتاری بر نگره زیستی فرگشت دانست. در ۱۳۷۷، ابن خلدون در مقدمه خود می‌نویسد که انسان‌ها ار «جهان میمون‌ها» برخاسته‌اند، در روندی که بر پایه‌اش «گونه‌ها متعددتر می‌شوند.» در فصل ۱ این کتاب، او می‌گوید: «این جهان با همه آفریده‌هایش قاعده مشخص و ساخت مدونی دارد [و] نشان دهنده پیوندهایی است میان علت و معلول‌ها، ترکیب‌های بخش‌های از آفرینش با دیگر بخش‌ها، و تغییر شکل‌های بعضی موجودات به دیگر [موجودات]، در الگویی که هم جالب توجه است و هم بی‌پایان.»
فصل ۶ مقدمه همچنین می‌نویسد:
«به توضیح این پرداختیم که همه هستی در جهان‌های ساده و مرکب خود در نظمی صعودی و نزولی قرار دارد، آنگونه که همه چیز به تشکیل زنجیره‌ای نامقطع می‌پردازند. ماهیت‌های در پایان هر سطح مشخص از عوالم در ذات خود مهیای تغییر شکل به ماهیتی مجاور به آن، یا بالا یا پایین، هستند. چنین چیزی دربارهٔ عناصر ساده خاکی صادق است؛ دربارهٔ نخل‌ها و تاک‌ها صادق است، که بالاترین سطح نباتات را تشکیل می‌دهند، در رابطه‌شان با حلزون‌ها و صدف‌ها، که پایین‌ترین سطح جانوران را تشکیل می‌دهند. این همچنین دربارهٔ میمون‌ها صادق است، جاندارانی که درونشان هوش و ادراک مخلوط گشته‌اند، و در ارتباطشان با انسان، [اویی] که توانایی اندیشیدن و واکنش دارد. آمادگی (برای تغییر شکل) که در هر دو سوی وجود دارد، در هر دو سطح عوالم، آنگاه معنا پیدا می‌کند که دربارهٔ ارتباطشان سخن بگوییم.»

### فلسفه مسیحی و زنجیره عظیم هستی

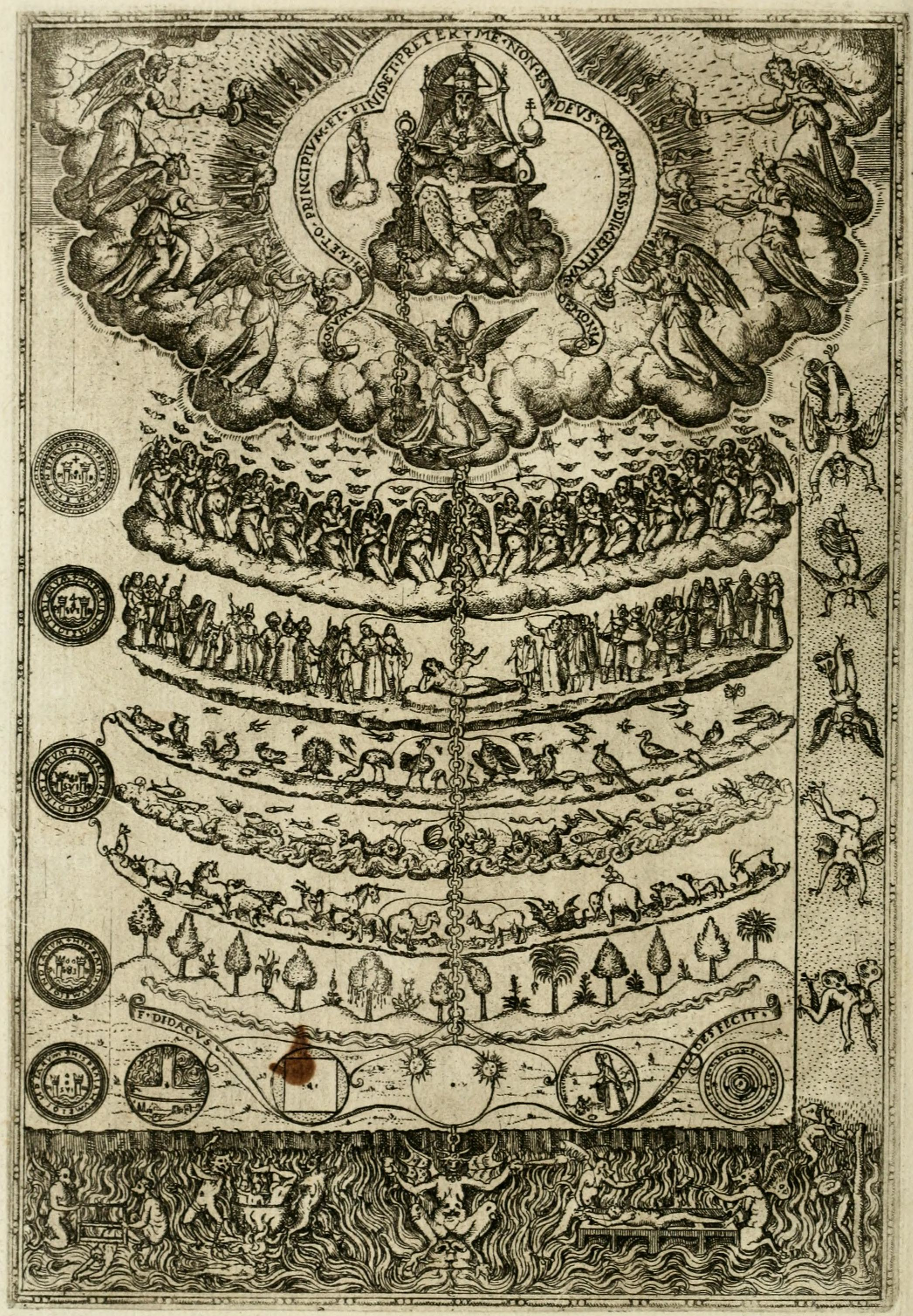
نقاشی زنجیره عظیم هستی از کتاب Rhetorica Christiana (پارسی: فصاحت مسیحی) (۱۵۷۹) اثر دیه‌گو والادس.

در طی سده‌های میانی آغازین، کارهای کلاسیک یونانی به‌طور کامل بر غربیان ناپیدا و گمشده بودند. با این حال، ارتباط برقرار کردن آن‌ها با جهان اسلام، که در آن دست‌نوشته‌های یونانیان باستان نگهداری می‌شد و آن‌ها را شرح و بسط می‌دادند، به سرعت باعث ایجاد جنبش ترجمه این آثار به زبان لاتین شد. اروپاییان دوباره با کارهای افلاطون و ارسطو، و همچنین اندیشه اسلامی، آشنا شدند. اندیشمندان مسیحی مکتب مدرسی، به ویژه پیر آبلار (۱۰۷۹ – ۱۱۴۲ م) و تامس آکویناس (۱۲۲۵ – ۱۲۷۴ م)، طبقه‌بندی ارسطویی را با اندیشه‌های افلاطون در باب نیک بودن خداوند، و اینکه همه اشکال محتمل حیات می‌بایست در آفرینشی بی‌نقص حضور داشته باشند، مخلوط کردند و به سامانه‌ای عظیم و متصل به هم از همه موجودات بی‌جان، زنده، و آسمانی رسیدند: scala naturae، یا زنجیره عظیم هستی.
در این سامانه، هر آنچه حیات دارد می‌بایست در نظمی قرار داشته باشد؛ از «کمترین» تا «بالاترین»، که دوزخ در پایین و خدا در بالا قرار گرفته‌اند. در زیر خدا، سلسله مراتب فرشتگان که همچون مدار سیارات فرض شده‌اند، به همراه انسان در مرتبه‌ای میانی، و کرم‌ها به عنوان پایین‌ترین نوع جانوران. از آنجا که در این سامانه، گیتی در نهایت بی‌نقص متصور می‌شد، زنجیره عظیم هستی نیز کامل فرض می‌شد. هیچ پیوند خالی درون زنجیره وجود نداشت، و هیچ پیوندی با بیش از یک گونه نشان داده نمی‌شد. هیچ گونه‌ای نمی‌توانست از یک جای زنجیر به جای دیگر برود. از این روی، در این نسخهٔ مسیحی‌شدهٔ گیتی کامل افلاطون، گونه‌های نمی‌توانستند هیچ‌گاه تغییر یابند، و بنا بر متن سفر پیدایش همواره ثابت می‌ماندند. برای انسان‌ها نیز فراموش کردن جایگاهشان گناه دانسته می‌شد؛ چه همانند جانوران پایین‌تر از خود رفتار می‌کردند، چه بیشتر از آنچه را که آفریدگارشان برایشان رقم زده بود به خیال راه می‌دادند.
انتظار می‌رفت که مخلوقاتی که بر روی سطوح موازی بودند به یکدیگر شباهت نزدیک داشته باشند؛ باوری که در گفتهٔ «طبیعت جهش نمی‌کند» [natura non facit saltum] Error: {{Lang}}: متن دارای نشانه‌گذاری ایتالیک است (راهنما) بیان شده‌است. این ایده پایه‌ای زنجیره عظیم هستی اندیشهٔ تمدن‌های غربی را برای سده‌ها تحت تأثیر قرار داد، و بخشی از برهان نظم در الهیات طبیعی را تشکیل می‌داد. به عنوان نوعی سامانه طبقه‌بندی، زنجیره عظیم هستی اساسی‌ترین اصل و پایه دانش در حال رشد زیست‌شناسی در سده‌های ۱۷ و ۱۸ میلادی بود.

### تامس آکویناس در باب آفرینش و روندهای طبیعی
در حالی که زنجیره عظیم هستی و برهان نظم از سوی الهی‌دانان مسیحی نقش مهمی در رشد این باور داشتند که جهان طبیعی در سلسله مراتبی طراحی‌شده و نامتغیر می‌گنجد، بعضی الهی‌دانان دیدگاه بازتری نسبت به این امکان که جهان می‌توانسته است طی روندهای طبیعی شکل گیرد داشتند. تامس آکویناس در این استدلال که نباید متون کهَنی چون سفر پیدایش را تحت‌اللفظی تفسیر کرد، پا را حتی فراتر از آگوستین گذاشت. او بیان کرد که مستقل بودن طبیعت نشانه‌ای از الوهیت خداوند است و تضادی میان باور به جهانی ساخته شده توسط خدا و این اندیشه که گیتی می‌توانسته است در طی زمان و بر پایه سازوکارهای طبیعی فرگشت یافته باشد، وجود ندارد. با این حال، آکویناس دیدگاه‌های کسانی چون امپدوکلس را که روندهای طبیعی را نمایشگر این می‌دانستند که گیتی بدون هدفی در پشت خود پدید آمده‌است، زیر سؤال برد. به گفته او، «از این روی، آشکار است که طبیعت چیزی جز نوع ویژه‌ای از هنر نیست، یعنی هنر الهی، که بر اشیاء تجلی یافته‌است، آنچه توسطش اشیاء به سوی هدفی معین به جنبش در می‌آیند. [این] آن چیزی است که اگر کشتی‌سازی می‌توانست به الوارها بدهدش، آن الوارها خود را به حرکت درمی‌آوردند تا یک کشتی ساخته شود.»

## رنسانس

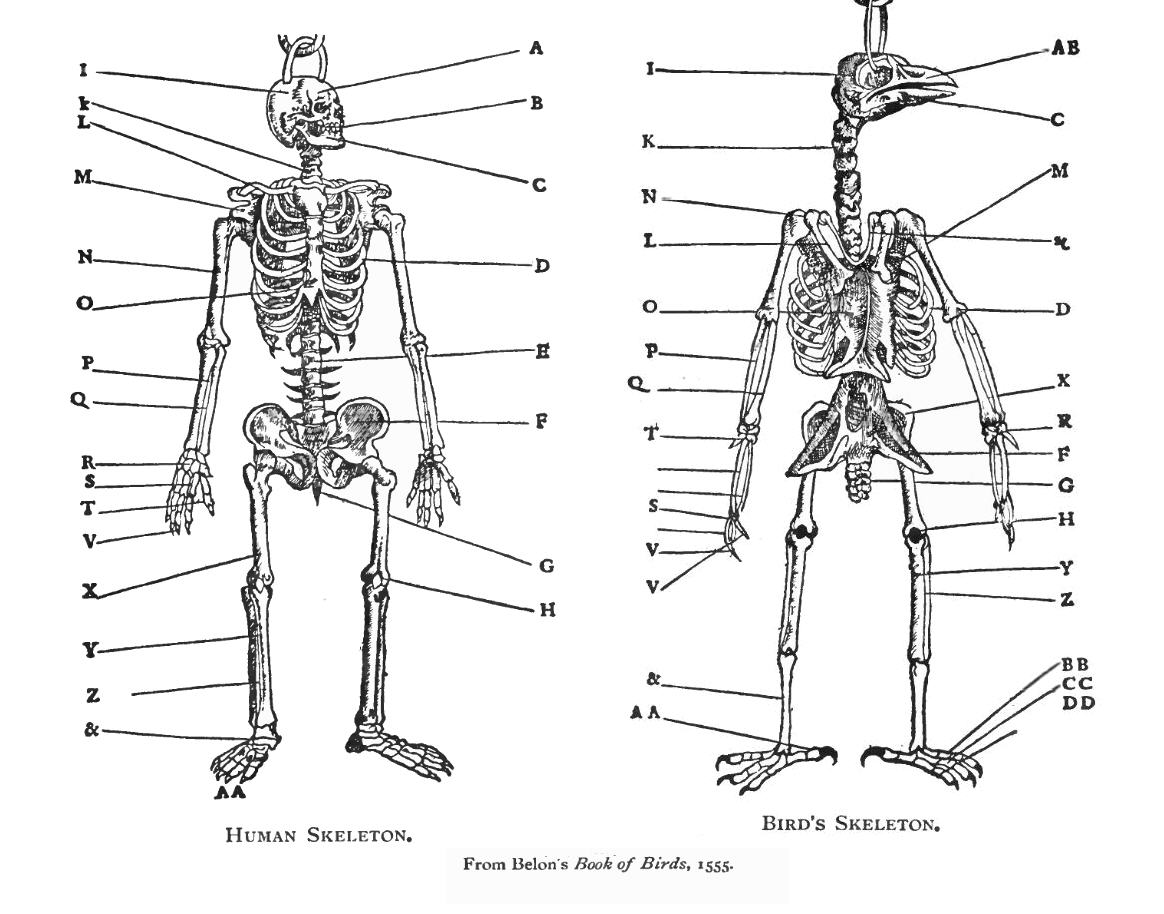
پییر بلون به مقایسه اسکلت‌های انسان (چپ) و پرندگان در کتاب خود با عنوان L'Histoire de la nature des oyseaux(پارسی: تاریخ طبیعی پرندگان) پرداخت. (۱۵۵۵)

در نخستین نیمهٔ سده ۱۷ میلادی، فلسفه مکانیکیِ رنه دکارت به ترویجِ به‌کاربردن استعارهٔ «گیتی به مثابه یک ماشین» پرداخت؛ ایده‌ای که بعدها شناسهٔ انقلاب علمی شد. میان ۱۶۵۰ و ۱۸۰۰، برخی طبیعی‌دانانی چون بنوا دمیه نگره‌هایی را مطرح کردند که گیتی، زمین، و حیات را تشکیل یافته به صورت مکانیکی و بدون هدایت آسمانی به تصویر می‌کشیدند. در عوض اما، بیشتر نگره‌های هم‌دوره با ایشان در زمینه فرگشت، همانند نگره‌های گوتفرید لایبنیتس و یوهان گوتفرید هردر، فرگشت را به شکل فرایندهایی در اصل «معنوی» معرفی می‌کردند. در ۱۷۵۱، پییر لوئی موپرتوئی به سوی ساختارهایی مادی‌گرایانه‌تر متمایل شد. او از دگرگونی‌های طبیعی نوشت که در طی زادوولد پدید می‌آیند و در طی چندین نسل جمع شده، باعث ایجاد نژادها و گونه‌های جدید می‌شوند؛ توصیفی که در حالتی کلی، مفهوم انتخاب طبیعی را پیش‌بینی می‌کرد.
ایده‌های موپرتوئی در تناقض با تأثیرهای رده‌بندان پیشینی چون جان ری بودند. در پایان سده ۱۷ میلادی، رِی نخستین تعریف از یک گونه زیستی را ارائه کرده بود؛ چیزی که وی با ویژگی‌های ضرورتاً نامتغیر مشخص می‌کرد و عنوان کرد که سلالهٔ هر گونه هیچ‌گاه نمی‌تواند به پدید آمدن گونه‌ای دیگر منجر شود. اندیشه‌های ری و دیگر رده‌بندان سده ۱۷ میلادی تحت تأثیر الهیات طبیعی و برهان نظم بودند.
واژه اِوولوشِن evolution (از لاتین evolutio، به معنای «بازشدن همچون یک طومار») در آغاز برای اشاره به رشد رویانی به کار رفت که نخستین آن در رابطه با رشد و تکوین گونه‌ها به ۱۷۶۲ مربوط می‌شد؛ هنگامی که شارل بونه آن را برای مفهوم «پیش‌سازه» خود به کار بود، که در آن گونه‌های ماده ساختاری ریزجثه و ناکامل از همه نسل‌های آینده را حمل می‌کنند. این واژه بعدها معنای کلی‌تر به خود گرفت که رشد مرحله‌ای را نشان می‌داد.
بعدها در سده ۱۸ میلادی، ژرژ-لوئی لکرک کنت دو بوفون، فیلسوف فرانسوی و یکی از پیشروان تاریخ طبیعی در زمان خود، عنوان کرد که آنچه بیشتر مردم گونه می‌خوانند، در واقع جورهای مشخص و دگرگون‌شده از یک گونه اصلی هستند. برای نمونه، او بر این باور بود که شیرها، ببرها، پلنگ‌ها، و گربه‌های خانگی ممکن است همگی نسبی مشترک داشته باشند. او همچنین حدس زد که تعداد ۲۰۰ یا بیشتری پستاندار، که تا آن هنگام شناخته شده بودند، ممکن بود از تنها ۳۸ گونه اصلی برخاسته باشند. اندیشه‌های فرگشتی بوفون محدود بودند؛ او باور داشت که هر کدام از گونه‌ها و ساختارهای اصلی از راه پیدایش آنی پدید آمده‌اند و اینکه شکل‌گیری هر یک توسط «قالب‌های درونی» بوده‌اند که میزان تغییر را محدود می‌کردند. کارهای وی، Histoire naturelle (پارسی: تاریخ طبیعی)، و Époques de la nature (پارسی: دوران‌های طبیعت)، شامل نگره‌های به خوبی سامان‌یافته دربارهٔ منشأیی به کلی مادی برای زمین و نیز اندیشه‌های او در زیر سؤال بردن ثابت بودن گونه‌ها، بسیار تأثیربرانگیز بودند. دنی دیدرو، دیگر فیلسوف فرانسوی، نیز نوشته‌هایی دارد دربارهٔ اینکه موجودات زنده می‌توانسته‌اند در آغاز به شکل خلق‌الساعه پدید آمده باشند، و گونه‌ها همواره در طی روندی آزمایش‌گونه پدید می‌آیند که در آن ظاهرهای جدید پدیدار شده، و طبق سعی و خطا یا باقی می‌مانند یا نابود می‌شوند. این ایده را می‌توان نوعی پیشگویی جزئی از انتخاب طبیعی دانست. میان ۱۷۶۷ و ۱۷۹۲، جمیز برنت، لرد مونبودو در نوشته‌های خود نه تنها به این مفهوم اشاره داشت که انسان از نخستی‌ها برخاسته است، بلکه همه جانوران، در پاسخ به طبیعت، روش‌هایی را برای خوگیری و سازگار شدن ویژگی‌هایشان در دوره‌های زمانی طولانی یافته‌اند. پدربزرگ چارلز داروین، اراسموس داروین، وحش‌نامه (۱۷۹۴–۱۷۹۶) را به چاپ رساند که در آن مدعی شد «همه جانوران خونگرم از یک رشتهٔ زندهٔ یکتا برخاسته‌اند.» در شعر معبد طبیعت (۱۸۰۳) خود، وی به توصیف برخاستن یاخته‌های ریزجثه از درون گِل تا همه تنوع امروزینش پرداخته است.

## سده ۱۸ میلادی
اندیشه فرگشتی حیات در سده ۱۸ میلادی آغاز به نیرومند شدن و پیدا کردن هواداران تأثیرگذار کرد. دلیل اینکه چرا این اندیشه تنها پس از آن سده قوی شد می‌تواند این باشد که سده ۱۸ام میلادی زمانی بود که مردم اروپا آغاز به زیر سؤال بردن کلیسا و تصویر ارائه شده توسط آن از تاریخ حیات کردند. بر پایه این تصویر، انسان‌ها با هبوط از آسمان، نیاز به لطف و بخشش خداوند دارند تا به رستگاری برسند. در این سده، چنین ایده‌ای با طرح این مسئله که شاید انسان‌ها سرنوشتشان را خود در دست دارند و می‌توانند در گذر زمان به رشد و تعالی برسند، زیر سؤال رفت. دیدگاه دوم که بر پایه «پیشرفت» انسان‌ها و قرار داشتنشان بر مسیر رو به بالا و پیشرفت بدون نیاز به نیروهای فراطبیعی بود راه را برای اندیشه پدید آمدن حیات مستقل از آسمان‌ها گشود.
اندیشه‌های رنه دکارت در زمینه مکانیسم فلسفی و تشبیه گیتی به ماشینی منظم و در جنبش – که بعدها باعث انقلاب علمی شدند – در نیمه نخست سده ۱۷ میلادی گروهی از فرگشت‌باوران، از جمله بنوا دمیه، را در میان سال‌های ۱۶۵۰ تا ۱۸۰۰ میلادی بر این باور رساند که جهان، زمین، و حیات به شکل مکانیکی و بدون دخالت آسمانی پدید آمدند. بر خلاف او اما بیشتر نظریه‌های فرگشت آن هنگام، از جمله آرای گوتفرید لایبنیتز و جی. جی. هردر، فرگشت را روندی در اصل معنوی می‌دانستند. در سال ۱۷۵۱، پییر لوئی موپرتوئی شکلی ماده‌گرایانه‌تر ارائه داد که بر پایه آن تغییرات طبیعی در طی تولید مثل پدید می‌آیند و در طی چندین نسل جمع می‌شوند و باعث شکل گرفتن نژادها و حتی گونه‌های جدید می‌شوند؛ نظریه‌ای که در حالت کلی مفهوم انتخاب طبیعی را دربرداشت.

## اوایل سده ۱۹

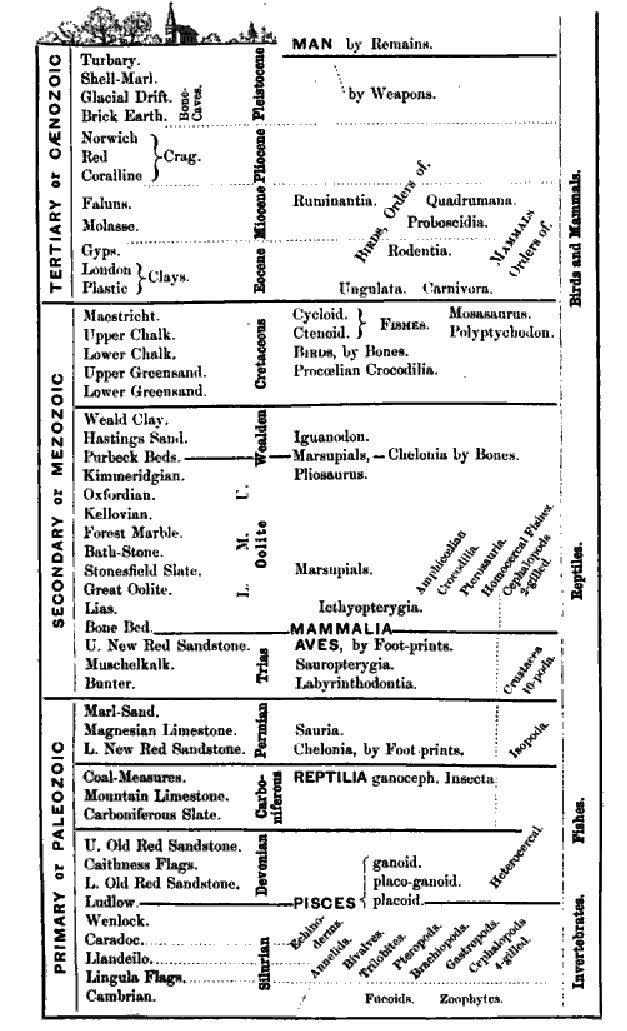
نمودار مقیاس زمانی زمین‌شناختی از کتاب Palæontology اثر ریچارد اوون (۱۸۶۱) که پدیدار شدن گونه‌های اصلی جانوران را به تصویر می‌کشد.

### دیرینه‌شناسی و زمین‌شناسی
در سال ۱۷۹۶، ژرژ کوویه نتایج پژوهش‌های خود را در زمینه تفاوت‌ها میان فیل‌های موجود و سنگواره‌های یافت شده از آنان منتشر کرد. یافته‌های او، ماموت‌ها و پستانک‌دندان‌ها را گونه‌هایی جدا معرفی کردند که از هر جانور زندهٔ دیگری متمایز هستند و به بحثی طولانی و تاریخی دربارهٔ اینکه آیا ممکن است جانوری منقرض شود پایان داد. در ۱۷۷۸، جیمز هاتن فرایندهای زمین‌شناختی تدریجی را که به شکل پیوسته در زمان‌های طولانی روی می‌دهند، توصیف کرد. در دهه ۱۹۷۰، ویلیام اسمیت روند طبقه‌بندی چینه‌های سنگی توسط سنگواره‌های یافت شده در هر لایه را هنگامی که بر روی نقشه جغرافیایی خود از انگلیس کار می‌کرد، آغاز کرد. به شکل مستقل، کوویه و الکساندر برونیار نتایج تأثیرگذاری را از بررسی‌هایشان بر روی تاریخ جغرافیایی مناطق اطراف پاریس مبتنی بر ترتیب چینه‌شناختی لایه‌های سنگی منتشر کردند. این آثار توانستند به یافتن قدمت زمین کمک کنند.
آگاهی از سنگواره‌های موجود رشد چشمگیری در دهه‌های نخستین سده ۱۹ میلادی به خود گرفت. تا دهه ۱۸۴۰، مهم‌ترین رویدادهای تاریخچه زمین‌شناختی هر چه بیشتر روشن می‌شدند، و در ۱۸۴۱ جان فیلیپس سه دوران اصلی را بر پایه زیاگان اصلی یافت شده در آن‌ها نام‌گذاری کرد: دوران دیرینه‌زیستی که در آن زمین مملو از بی‌مهرگان و ماهی‌ها بود؛ دوران میانه‌زیستی که شاهد فرمانروایی خزندگان بر زمین بود؛ و دوران نوزیستی پستانداران. این تصویر پیش‌رونده از تاریخ حیات توسط آدام سجویک، زمین‌شناس محافظه‌کار انگلیسی، و ویلیام باکلند پذیرفته شد. با این حال، آن‌ها به همراه کوویه به این باور داشتند که انقراض‌های صورت گرفته ناشی از حوادث طبیعی دهشتناک بوده‌اند و پس از هر دور از آن‌ها، دور تازه‌ای از آفرینش الهی آغاز شده‌است. باکلند همچنین به همراه گروهی از دانشمندان انگلیسی تلاش کرد تا واپسین دوره انقراض بزرگ بر روی زمین را به افسانه نوح پیامبر و سیل شدید آن ربط دهد.
از ۱۸۳۰ تا ۱۸۳۳، چارلز لایل زمین‌شناس اثر چندجلدی خود با نام اصول زمین‌شناسی را منتشر کرد؛ اثری که با بهره‌گیری از اندیشه‌های هاتون، جایگزینی همدیس‌گرا برای نگره‌های مبتنی بر حوادث فاجعه بار طبیعی منجر به انقراض جانوران ارائه کرد. لایل ادعا کرد که ویژگی‌های زمین‌شناختی زمین به جای آنکه برآیند رویدادهای فاجعه‌بار (و احتمالاً فراطبیعی) باشند، از همان روندهای طبیعی زمین‌شناختی که در دوره کنونی مشاهده‌پذیر هستند پدید آمده‌اند. اگرچه لایل مخالف اندیشه‌های فرگشتی بود، اما دیدگاه او مبنی بر آنکه زمین توسط نیروهای طبیعی به صورت تدریجی و در طی زمان طولانی شکل گرفته‌است و اینکه عمر زمین می‌بایست بسیار طولانی باشد، تأثیر بسیاری بر اندیشمندان پس از خود، از جمله چارلز داروین، گذاشت.

### تراجهش گونه‌ها
در سال ۱۸۰۹، ژان باتیست لامارک در کتاب خود، فلسفه جانورشناختی، نگرهٔ تراجهش گونه‌ها را مطرح کرد. لامارک بر این باور نبود که همهٔ گونه‌های موجود بر زمین دارای نیایی مشترک هستند، بلکه باور داشت انواع ساده‌ای از حیات به شکل پیوسته در طول زمان توسط جهش‌های ناگهانی پدید آمده‌اند. به باور او همچنین نیرویی حیاتی ذاتی گونه‌ها را به سوی پیچیده‌تر شدن در گذر زمان سوق می‌دهد. او این حقیقت را که موجودات خود را با محیط زندگیشان تطبیق می‌دهند درک کرده بود و چنین چیزی را با گفتن اینکه «همان نیرویی که جانوران را دارای پیچیدگی بیشتر می‌کند، باعث تغییر شکل اندام‌های یک جانور یا گیاه می‌شود؛ بسته به آنکه آن اندام در آن شرایط به کار گرفته می‌شود یا خیر»، توضیح داد و نمونه‌ای از اثر تمرین و ورزش بر ماهیچه‌ها را آورد. او استدلال کرد که این تغییرات از نسلی به نسل دیگر به ارث می‌رسند و روندی کند از تطابق با محیط زیست را پدیدمی‌آورند. نقش وراثت در تطابق با محیط دومین سازوکاری بود که برای چگونگی پدید آمدن تطابق ارائه شد و نه تنها بعدها با عنوان لامارک‌گرایی شناخته شد، که بحث‌های مربوط به فرگشت در سده ۲۰ میلادی را بسیار تحت تأثیر قرار داد.
مکتبی فکری مبتنی بر کالبدشناسی تطبیقی از بریتانیا که شامل رابرت ادموند گرانت آناتومیست می‌شد ارتباط نزدیکی با مکتب فرانسوی لامارک پیدا کرد. از جمله دانشمندان فرانسوی که گرانت را بسیار تحت تأثیر قرار داد، اتین ژفروا سن ایلر بود که دیدگاه‌هایش دربارهٔ بخش‌های گوناگون بدن جانوران و هم‌ریختی بعضی ساختارهای آناتومیکال بسیار تأثیرگذار بودند و منجر به بحث‌های سنگین با همکارش ژرژ کوویه شدند. گرانت خود تبدیل به مرجعی مهم در زمینه آناتومی و تولید مثل بی‌مهرگان دریایی شد. او بر این باور بود که جانوران و گیاهان هر دو دارای نقطهٔ فرگشتی آغازین یکسانی بوده‌اند. چارلز داروین که در هنگام پژوهش‌های گرانت دانشجویی جوان بود، به وی در بررسی چرخهٔ حیات جانوران دریایی کمک کرد. در ۱۸۲۶، نوشتاری بی نام که به گمانی توسط رابرت جیمسون نوشته شده بود به تقدیر از توضیحِ داده شده توسط لامارک از چگونگی «فرگشت» جانوران بزرگتر از کرم‌های ساده پرداخت. این نخستین باری بود که فعل فرگشتیدن (evolve در زبان انگلیسی) در معنای امروزینش به کار گرفته می‌شد.
در ۱۸۴۴، رابرت چیمبرز، ناشر اسکاتلندی، به صورت پنهانی کتابی بسیار جنجالی با عنوان ردپای تاریخ طبیعی آفرینش چاپ کرد که خوانندگان زیادی پیدا کرد. این کتاب فرایندی فرگشتی را از چگونگی پدید آمدن منظومه خورشیدی و حیات بر روی زمین عنوان می‌کرد. کتاب ادعا می‌کرد که سنگواره‌های موجود نشان از حرکتی پیش‌رونده در جانوران زنده دارند و جانوران کنونی نیز هر یک از خطی فرگشتی اصلی که به همان شکل پیش‌رونده به انسان می‌رسد، جدا شده‌اند. اگرچه این کتاب بر خلاف دیدگاه کسانی چون گرانت، این روند پیش‌رونده را برآمده از قانون‌هایی سرشته در کیهان می‌دانست و کمتر ماتریالیستی به نظر می‌آمد، اما بحث‌های صورت گرفته بر سر آن حتی محافظه‌کارانی را که مخالف گنجاندن انسان در چارچوب فرگشتی بودند نیز در بر می‌گرفت. این بحث‌ها تأثیرات بسیاری بر نگرهٔ داروین در یک دهه بعد گذاشتند.
اندیشه‌های مربوط به تراجهش گونه‌ها با ماده گرایی رادیکال دوره روشنگری مرتبط بودند و از این بابت توسط اندیشمندان محافظه کار مورد حمله قرار گرفتند. کوویه به اندیشه‌های لامارک و ژفروآ حمله برد و دیدگاه ارسطو را که گونه‌ها تا ابد تغییرناپذیر هستند تأیید کرد. او براین باور بود که اندام‌های جانوران آنچنان با هم ارتباط تنگاتنگ دارند که امکان تغییر یک بخش از اندام‌ها در انزوای مطلق از دیگر بخش‌ها وجود ندارد، و استدلال کرد که سنگواره‌های موجود نمایانگر انقراض‌های فاجعه بار به همراه افزایش جمعیت‌های پس از خود هستند. این بر خلاف تغییر تدریجی در گذر زمان است. او همچنین استدلال کرد که تصاویر و مومیایی‌های بر جای مانده از جانورانی که در مصر باستان نگهداری می‌شدند نشانی از تفاوت با جانوران کنونی ندارند. استدلال‌های قوی کوویه و جایگاه بالای علمی وی باعث شدند تا ایده‌های تراجهشی برای دهه‌ها از تمرکز جامعه علمی بیرون بروند.

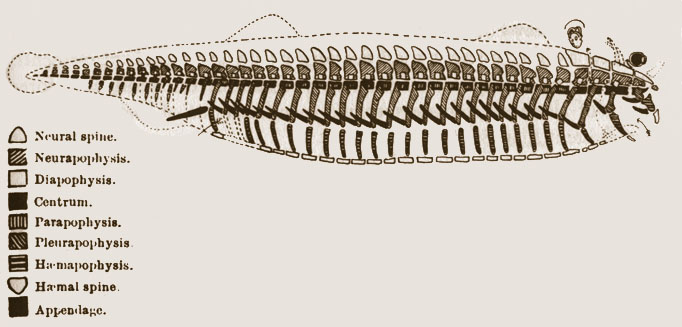
این نمودار مربوط به ۱۸۴۸ توسط ریچارد اوونز دیدگاه پیشنهادی فرگشتی وی برای همه مهره داران را به تصویر می‌کشد.

در بریتانیا، فلسفه الهیات طبیعی تا مدت‌ها تأثیرگذار باقی ماند. کتاب الهیات طبیعی (۱۸۰۲) اثر ویلیام پیلی که دربردارنده تمثیل معروف ساعت ساز بود، در اصل تا حدی برای پاسخگویی به ایده‌های تراجهشانه اراسموس داروین نوشته شده بود. زمین‌شناسانی که تحت تأثیر الهیات طبیعی قرار داشتند، همانند باکلند و سجویک، دست به حمله‌های بی‌امان به اندیشه‌های فرگشتی لامارک، گرانت، و ردپا می‌زدند. اگرچه چارلز لایل مخالف زمین‌شناسی بر پایه نوشته‌های کتاب مقدس بود، اما بر تغییرناپذیر بودن جانوران نیز باور داشت و در کتاب اصول زمین‌شناسی خود نگره‌های لامارک از شکل‌گیری جانوران را مورد انتقاد قرار داد. ایده‌آل‌گرایانی چون لوئی آگاسی و ریچارد اوون باور داشتند که هر گونه‌ای ثابت و تغییرناپذیر است چرا که نمایانگر ایده‌ای در ذهن پدیدآورنده به‌شمار می‌رود. آن‌ها بر این باور بودند که رابطه میان گونه‌ها را می‌توان از الگوهای شکل‌گیری رویان و نیز سنگواره‌های موجود مشاهده کرد، اما این رابطه‌ها همگی نشانگر الگویی پنهان از اندیشهٔ آسمانی بودند، که آفرینش پیشرو در آن باعث پدید آمدن پیچیدگی بیشتر و به کمال رسیدن آن در انسان می‌شد. اوون در این راه توانست پویشی قوی بر ضد اندیشه‌های گرانت تشکیل دهد و او را در جامعه علمی به حاشیه براند. بعدها، داروین اگرچه از تمثیل‌های به کار رفته توسط اوون بهره گرفت، اما برخورد اوون با گرانت به وی نشان داد که باید نگره خودش را از دیدگاه علمی با استدلال‌های قوی‌تری پشتیبانی کند.

### پیش‌بینی انتخاب طبیعی
با نگاهی به تاریخ زیست‌شناسی از دوران یونان باستان به بعد می‌توان تقریباً پیش‌بینی همه ایده‌های اصلی چارلز داروین را مشاهده کرد. برای نمونه، لورن آیزلی متن‌های متفرقه‌ای از بوفون یافته‌است که نشان می‌دهند او تقریباً آماده بود که با چسباندن تکه‌های گوناگون، به ارائه نگرهٔ انتخاب طبیعی برسد.
هنگامی که داروین در حال کار بر روی نگره خود بود، به بررسی زادگیری گزینشی مرغ‌های اهلی پرداخت و از مشاهده اینکه «زمستانی سخت، یا کمبود غذا، از راه نابود کردن ضعیف‌ها و بیمارها، همهٔ آثارِ خوب ماهرترین انتخاب [گزینشی] را داراست» چنان‌که «ضعیف‌ها و بیمارها زنده نمی‌مانند تا نقایص خود را پراکنده‌سازند.» داروین تحت تأثیر اندیشه‌های چارلز لایل دربارهٔ اینکه انتقال‌های زیست‌محیطی در پی تغییر محیط زیست بود؛ که منجر به کشف رقابتی شد که آگوستن پیرامو دوکاندول آن را جنگ میان گونه‌های گیاهی خوانده، و ویلیام هربرت توصیفش کرده بود. اصطلاح «تنازع برای بقا» رابرت مالتوس نیز – که در اشاره به جنگ‌های قبیله‌ای انسان‌ها به کار رفته بود – تأثیر عمیقی بر داروین گذاشت.
چندین نویسنده به پیش‌بینی جنبه‌های فرگشتی نگره داروین پرداخته بودند، و در سومین چاپ خاستگاه گونه‌ها به سال ۱۸۶۱، داروین نام ایشان را در ضمیمه‌ای مقدمه‌وار با عنوان خلاصه‌ای تاریخی از پیشرفت اخیر دیدگاه‌ها دربارهٔ خاستگاه گونه‌ها آورد، و آن را در چاپ‌های بعدی کتاب خود گسترش داد.
در ۱۸۱۳، ویلیام چارلز لایل در پیشگاه انجمن سلطنتی مقالاتی را خواند که در آن‌ها فرض می‌کرد فرگشتی برای انسان‌ها وجود داشته‌است، و قاعدهٔ انتخاب طبیعی را به رسمیت شناخت. داروین و آلفرد راسل والاس هنگامی که به چاپ مشترک نگره خود در ۱۸۵۸ اقدام کردند از آثار او خبر نداشتند، ولی داروین بعدها اذعان کرد که والاس پیش از آن‌ها قاعده را عنوان کرده‌است. او می‌نویسد که مقاله والاس با عنوان «نمونه‌ای از یک زن سفیدپوست، که بخشی از پوستش همانند سیاهان است» در سال ۱۸۱۸ چاپ شده است، و اینکه «او مشخصا قاعده انتخاب طبیعی را مطرح کرده‌است، و این نخستین ارائه‌ای از این دست است؛ ولی وی تنها قاعده را دربارهٔ نژاد انسان و تنها چند ویژگی خاص به کار بره است.»
پاتریک متیو در کتاب در باب‌الوار کشتی‌سازی و کاشت درختان (۱۸۳۱) خود از «تعادل‌یابی همیشگی حیات به دور شرایط. &nbsp؛ فرزندان والدینی واحد، تحت شرایط بسیار متفاوت، ممکن است، در طی نسل‌های متعدد، حتی گونه‌هایی متفاوت شوند، و نتوانند با هم زادوولد کنند.» چارلز داروین اثر وی را پس از چاپ خاستگاه پیدا کرد. در خلاصهٔ تاریخی داروین در چاپ سوم، او می‌گوید «متأسفانه دیدگاه آقای متیو به صورت خلاصه در چند بخش جداگانه در ضمیمه‌ای درون کاری که مربوط به موضوعی متفاوت بود، مطرح گشته بود&nbsp؛ با این حال اما، او آشکارا نیرومندی قاعده انتخاب طبیعی را دیده است.»
با این حال، پیتر جی. بولر، تاریخ‌دان علم، می‌گوید «در ترکیبی از نگره‌پردازی قوی و بررسی موشکافانه، داروین توانست مفهومی از فرگشت را که در زمان خود یکتا بود پیدا کند.» بولر ادامه می‌دهد که اول بودن صرف برای یافتن جایگاه در تاریخ علم کافی نیست، و شخص باید ایده‌ای را ساخته و سپس دیگران را به اهمیت آن واقف سازد تا تأثیری حقیقی داشته باشد. توماس هنری هاکسلی در انشای خود دربارهٔ خاستگاه گونه‌ها می‌نویسد:

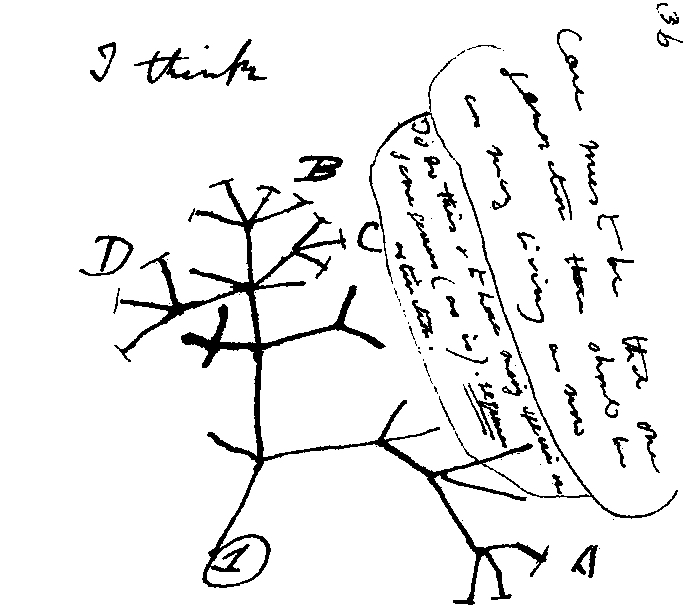
نخستین خلاصه چارلز داروین از یک درخت فرگشتی، مربوط به دفترچه «B» او دربارهٔ تراجهش گونه‌ها (۱۸۳۷–۱۸۳۸)

فرض اینکه پدید آمدن گونه‌های جدید می‌تواند از عمل گزینشی شرایط خارجی بر روی تفاوت‌های انواع گوناگون باشد — و همان چیزی که ما «خودبه‌خودی» می‌نامیم چرا که از عامل اصلیش بی‌خبر هستیم — همانقدر برای تاریخ‌دانان اندیشه‌های علمی ناآشنا است که برای متخصصان زیستی پیش از ۱۸۵۸ بود؛ ولی این فرض ایدهٔ اصلی خاستگاه گونه‌ها است، و حاوی جوهرهٔ داروینیسم.

### انتخاب طبیعی
الگوهای زیستی که چارلز داروین در مکان‌هایی چون جزایر گالاپاگوس در طی سفر دوم بیگل یافت، او را به این سو سوق داد که در ثابت ماندن جانوران شک و در ۱۸۳۷ نخستین دفترچه از مجموعه نوشته‌های پنهانی خود دربارهٔ تراجهش را آغاز کند. مشاهدات داروین او را به این رساند که تراجهش را فرایندی نزدیک‌تر به واگرایی و شاخه‌شاخه شدن بیابد تا پیشرفتی پله‌پله که پیشتر توسط لامارک و دیگران به تصویر کشیده شده بود. در ۱۸۳۸، او چاپ تازه ۶ام مقاله‌ای در باب قاعده جمعیت را، نوشته شده در پایان سده ۱۸ام توسط توماس رابرت مالتوس، خواند. ایده مالتوس دربارهٔ رشد جمعیتی که باعث تنازع برای بقا می‌شود، به همراه آگاهی خود داروین از چگونگی گزینش ویژگی‌های موردعلاقه توسط پرورش‌دهندگان، منجر به پیدایش اندیشهٔ انتخاب طبیعی از سوی وی شد. داروین اندیشه‌های خود دربارهٔ فرگشت را تا ۲۰ سال پس از آن منتشر نکرد؛ اگرچه آن‌ها را با چندین زیست‌شناس و دوست نزدیک خود، از جمله جوزف دالتون هوکر، در میان گذاشت. در این دوره، او از زمان برای بهبود هر چه بیشتر نگرهٔ خود بهره گرفت، چرا که از جنجالی بودن بحث‌ها پیرامون تراجهش باخبر بود. در سپتامبر ۱۸۵۴، او کار شبانه‌روزی بر روی نوشته‌های کتابش دربارهٔ انتخاب طبیعی را آغاز کرد.
بر خلاف داروین، آلفرد راسل والاس که تحت تأثیر کتاب شواهدی در مورد جایگاه انسان در طبیعت قرار گرفته بود، پیشتر و هنگامی که کار خود را به عنوان طبیعی‌دان آغاز کرد به وجود تراجهش گونه‌ها گمان برده بود. تا ۱۸۵۵، مشاهدات زیست‌جغرافیایی او در طی سفرهای میدانیش به آمریکای جنوبی و مجمع‌الجزایر مالایی، وی را به الگویی شاخه‌شاخه از فرگشت مطمئن ساخت، چنان‌که اقدام به چاپ مقاله‌ای کرد که در آن عنوان داشت همه گونه‌ها با تقریب خوبی از یکی از خویشاوندان نزدیک به خود منشأ گرفته‌اند. همچون داروین، توجه والاس به اندیشه‌های مالتوس دربارهٔ اینکه جمعیت جانوران چه تأثیری بر آن‌ها می‌گذارد، وی را به نتیجه‌هایی بسیار شبیه آنچه داروین بدان رسید، رساند. در فوریه ۱۸۵۸، والاس بدون آگاهی داشتن از نوشته‌های پنهانی داروین، اندیشه‌های خود را در مقاله‌ای نوشت، به داروین فرستاد، و نظر وی را جویا شد. نتیجه، چاپ مشترک در باب تمایل گونه‌ها به ایجاد اقسام؛ و اندر تداوم اقسام و گونه‌ها به وسیله روش‌های انتخاب طبیعی در ژوئیه آن سال شد. داروین همچنین کار بر روی چکیده‌ای خلاصه از نگره خود را آغاز کرد، و آن را در ۱۸۵۹ با عنوان خاستگاه گونه‌ها به چاپ رساند.

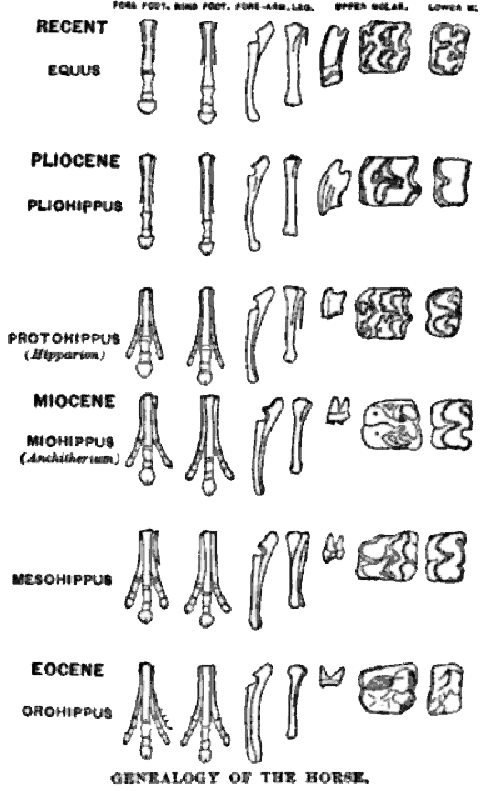
نموداری از اتنیل چارلز مارش که فرگشت پا و دندان اسب در طی زمان را به تصویر می‌کشد. به چاپ رسیده در اثر پروفسور هاکسلی در آمریکا، از توماس هنری هاکسلی (۱۸۷۶).

## چارلز داروین
تا دهه ۱۸۵۰ میلادی بحث بر سر اینکه جانوران گوناگون فرگشتیده‌اند یا نه، بحثی جدی در میان دانشمندان مطرح آن هنگام بود. در سال ۱۸۵۹، چارلز داروین با انتشار کتاب خاستگاه گونه‌ها بحث بر روی خاستگاه‌های زیستی را به‌طور کلی تغییر داد و به آن چارچوبی علمی و مدون بخشید. در دوران جوانی، داروین تأثیر بسیاری از اندیشه‌های چارلز لایل، جغرافی‌دان اسکاتلندی، گرفت. لایل اگرچه زیست‌شناس و فرگشت‌گرا نبود، اما بر این باور بود که جهان فیزیکی باید توسط فرایندهای فیزیکی که همین اکنون نیز در حال رخ دادن هستند توضیح داده شود. داروین با تکیه بر این اندیشه به دنبال راهی برای توضیح چرایی پدید آمدن تنوع زیستی کنونی بود. در نهایت، مشاهدات میدانی او در طی سفرش به جزایر گالاپاگوس او را به طرح نظریه‌ای انداخت که امروزه با نام انتخاب طبیعی می‌شناسیم.
آنچه که داروین و نگره‌اش را در مرتبه‌ای بالاتر از بحث‌های متداول آن روزگار قرار می‌داد این بود که داروین به دنبال دلیل فرایندهای فرگشتی رفت و نه اثبات وجود آن‌ها. بدون ارائه دلیل از چرایی پدید آمدن فرگشت، داروین حرف جدیدی در انجمن‌های علمی آن دوره نمی‌داشت.
از جمله نخستین و مهم‌ترین طبیعی‌دانانی که نگره داروین را به شکل جدی پشتیبانی کرد، توماس هنری هاکسلی، آناتومیست بریتانیایی بود که پذیرفت نگرهٔ داروین سازوکاری قابل قبول از روند فرگشتی بدون دخالت نیروهای فراطبیعی ارائه می‌دهد. هاکسلی اگرچه خود به‌طور کامل قانع نشده بود که انتخاب طبیعی سازوکار اصلی فرگشت است، اما پشتیبانیش از نظریه فرگشتی داروین در باشگاه X نقش اساسی در اصلاح دانش آن روزگار انگلستان با تخصصی کردن آن و بیرون آوردنش از چارچوب الهیات طبیعی به طبیعت‌گرایی داشت. به خاطر همین تلاش‌ها، در آغاز دهه ۱۸۷۰ در کشورهای انگلیسی‌زبان، فرگشت تبدیل به توضیح علمی اصلی از خاستگاه گونه‌های مختلف شده بود. هاکسلی کارزاری برای معرفی و ترویج فرگشت داروینی ترتیب داد که در آن بهره‌گیری بسیاری از شواهد موجود از فرگشت در دیرین‌شناسی ارئه می‌شد. برای نمونه، سنگواره آرکئوپتریکس که در اروپا یافت شده بود و نیز چندین سنگواره یافت شده در آمریکای شمالی از پرندگان آغازین که دندان داشتند نمونه‌های بسیار مناسبی برای نشان دادن این حقیقت بودند که پرندگان کنونی همگی از نیاکان خزنده پدید آمده‌اند. دیگر شاهد مهم ارائه سنگواره‌هایی بود که به یافتن خط فرگشتی اسب از نیاکان کوچک پنج‌سم خود کمک می‌کرد. با این حال پذیرش فرگشت از سوی دانشمندان غیر انگلیسی‌زبان در فرانسه و کشورهای جنوب اروپا و آمریکای لاتین کندتر پیش رفت. استثناء در این مورد آلمان بود که در آن آوگوست وایسمان و ارنست هکل به پشتیبانی از نگره فرگشتی پرداختند. همان گونه که هاکسلی از فرگشت برای به چالش کشیدن الهیات طبیعی در انگلستان بهره می‌گرفت، هکل از آن برای زیر سؤال بردن ایده‌آل‌گرایی فراطبیعی پذیرفته شده در جامعه زیست‌شناسی آن روز آلمان استفاده کرد. هکل و دیگر دانشمندان آلمانی حتی پروژه‌ای بلندپروازانه را برای شبیه‌سازی و ساخت دوباره تاریخ حیات بر پایه ریخت‌شناسی و رویان‌شناسی پیگیری کردند.
نگره داروین توانست دیدگاه علمی دربارهٔ چگونگی شکل‌گیری حیات را به خوبی تغییر دهد و انقلاب فلسفی کوچکی پدیدآورد. با این حال، این نگره نتوانست چندین انتقاد مهم از روند فرگشتی را توضیح دهد. به ویژه آنکه داروین نمی‌توانست منشأ تفاوت‌ها در ویژگی‌های درون‌گونه‌ای را توضیح دهد و فرایندی را که این ویژگی‌ها از یک نسل به نسل دیگر می‌رسند به درستی شرح دهد. فرضیه داروین مبنی بر Pangenesis اگرچه تا حدی به ارث بردن ویژگی‌های اکتسابی تکیه داشت، اما توانست برای مدل‌های آماری فرگشتی که توسط پسرعمویش، فرانسیس گالتون، پیشنهاد شده بودند و نیز مکتب «بیومتریک» از اندیشه فرگشتی تأثیر گذارد. با این حال، این فرضیه را کمتر زیست‌شناسی کارآمد می‌دانست.

### مسئله انسان

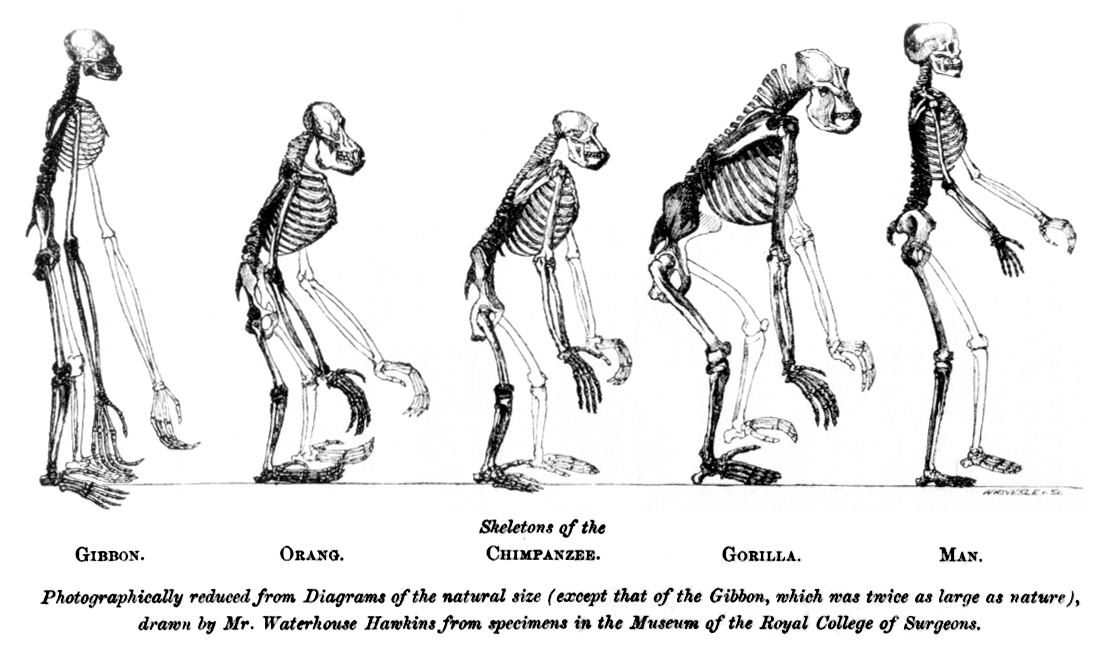
این تصویر نگارهٔ روی‌جلد کتاب شواهدی در مورد جایگاه انسان در طبیعت (۱۸۶۳) اثر توماس هاکسلی بود. هاکسلی دیدگاه‌های داروین را به انسان‌ها تعمیم داد و با بهره‌گیری از آناتومی تطبیقی نشان داد که انسان‌ها و کپی‌های بزرگ دارای نیای مشترک بوده‌اند. جنین چیزی این باور را که انسان‌ها دارای جایگاهی ویژه در هستی هستند زیر سؤال برد.>

داروین از واکنش سخت بخش‌هایی از جامعه علمی به ادعای مطرح شده در نوشتار ردپای تاریخ طبیعی آفرینش که انسان‌ها را برآمده از جانوران دیگر در طی روندی از جهش‌ها عنوان می‌کرد، آگاه بود. از این روی او تقریباً به‌طور کامل از مبحث فرگشت انسان در کتاب خاستگاه گونه‌ها خود گذشت. بر خلاف چنین محافظه‌کاری‌ای، این موضوع در بحث‌های صورت گرفته پس از انتشار کتابش بسیار پیگیری شد. برای بیشتر نیمه نخست سده ۱۹ میلادی، جامعه علمی بر این باور بود که اگرچه زمین‌شناسی نشان داده بود که زمین و حیات درون آن بسیار قدمت دارند، اما انسان‌ها تنها در چند هزار سال منتهی به زمان حال بر زمین پا گذاشته‌اند. با این حال تعدادی کشف‌های باستان‌شناسی در دهه‌های ۱۸۴۰ و ۱۸۵۰ نشان از وجود ابزارهای سنگی در کنار باقی‌مانده جانوران منقرض‌شده دادند. در آغاز دهه ۱۸۶۰، کتاب شواهد زمین‌شناختی قدمت انسان (۱۸۶۳) اثر چارلز لایل باعث پذیرش همگانی این حقیقت شده بود که انسان‌ها در دوره‌ای پیشاتاریخی وجود داشته‌اند؛ دوره‌ای که می‌توانسته هزاران سال پیش از آغاز تاریخِ نوشته‌شده، ادامه داشته باشد. چنین چیزی با دیدگاه فرگشتی از منشأ انسان هماهنگ‌تر بود. از سوی دیگر اما، تا آن هنگام هیچ سنگواره‌ای که فرگشت انسان را به تصویر بکشد در دسترس نبود. تا پیش از دهه ۱۸۹۰ و کشف سنگواره انسان جاوه‌ای، همه سنگواره‌های موجود از انسان یا از دیدگاه آناتومیکی نزدیک به انسان کنونی بودند یا مربوط به نئاندرتال‌هایی بودند که شباهت هایشان با انسان، به ویژه در اندازه کاسه سر، پذیرش آن‌ها به عنوان گونه‌هایی میانی بین انسان و دیگر نخستی‌ها را آسان می‌کرد.
از این رو بحثی که بلافاصله پس از چاپ خاستگاه گونه‌ها دنبال شد بر شباهت‌ها و تفاوت‌های میان انسان‌ها و کپی‌های نوین متمرکز شد. کارل لینه در سده ۱۸ میلادی به خاطر آنکه در طبقه‌بندی انقلابیش، انسان‌ها و کپی‌ها را با هم در گروه نخستی‌ها طبقه‌بندی کرده بود مورد انتقاد قرار گرفت. ریچارد اوون به سختی از طبقه‌بندی ارائه شده توسط یوهان فریدریش بلومنباخ و کوویه که انسان را در راسته‌ای جدا از هر پستاندار دیگری قرار می‌داد، پشتیبانی می‌کرد؛ دیدگاهی که تا آغاز سده ۱۹ میلادی از سوی محافل علمی پذیرفته تلقی می‌شد. از سوی دیگر اما، هاکسلی توانسته بود ارتباط نزدیک انسان‌ها و کپی‌ها را از دیدگاه آناتومیک نشان دهد. در رویدادی مشهور که به عنوان مسئله اسبک شناخته شد، هاکسلی نشان داد که اوون در ادعای خود مبنی بر اینکه مغز گوریل‌ها فاقد بخش‌های حاضر در مغز انسان است، اشتباه می‌کند. هاکسلی استدلال خود را در کتاب بسیار تأثیرگذار خود، شاهدی بر جایگاه انسان در طبیعت، منتشر کرد. دیگر دیدگاه نیز متعلق به چارلز لایل و آلفرد راسل والاس بود که باور داشتند انسان و کپی‌ها نیایی مشترک داشتند، ولی در اینکه صرفاً سازوکارهای مادی توانسته باشند تفاوت‌های میان انسان و آن گروه را شکل داده باشند شک داشتند.
در ۱۸۷۱، داروین تبار انسان، و انتخاب طبیعی در ارتباط با جنسیت را منتشر کرد که دیدگاه‌های او دربارهٔ فرگشت انسان را شامل می‌شد. داروین استدلال کرد که تفاوت‌های میان حواس انسان و دیگر جانوران بزرگ تنها تفاوت در درجه هستند و نه نوع. برای نمونه، او اخلاقیات را نتیجه رشد زیاد غریزه‌هایی که برای جانوران ساکن در گروه‌های اجتماعی سودمند بوده‌اند، دانست. او نتیجه گرفت که همه تفاوت‌ها میان انسان و کپی‌ها را می‌توان با پیوندی میان فشارهای انتخابی طبیعی بر نیاکان ما که از درختان پایین آمده و بر دشت‌ها گام برمی‌داشتند، و انتخاب جنسی توضیح داد. بحث بر خاستگاه انسان و درجه منحصر به فردی او تا سده ۲۰ میلادی نیز ادامه پیدا کرد.

### جایگزین‌های انتخاب طبیعی

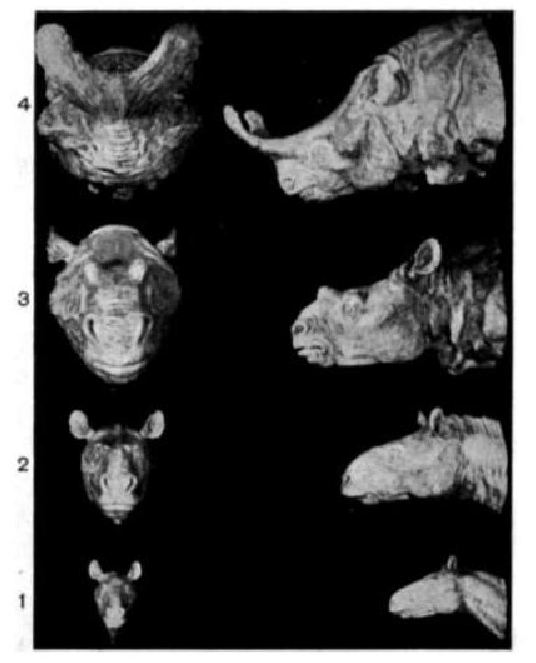
این تصویر از کتاب منشأ و فرگشت حیات (۱۹۱۸) نوشته هنری فیرفیلد مدل‌های نمایش‌دهندهٔ فرگشت شاخ تندرددان در گذر زمان را نشان می‌دهد؛ چیزی که آزبورن ادعا می‌کرد نمونه‌ای از روند راست‌زا در فرگشت است.

مفهوم فرگشت چند سال پس از چاپ خاستگاه گونه‌ها در میان محافل علمی آن دوره جا افتاد، ولی پذیرش انتخاب طبیعی به عنوان سازوکار پدیدآورندهٔ آن کمتر فراگیر شد. چهار جایگزین اصلی که در سده ۱۹ برای انتخاب طبیعی پیشنهاد شدند: فرگشت الهی، لامارک‌گرایی نوین، راست‌زایی، و جهش‌گرایی.
فرگشت الهی باور بر این بود که خدا در فرایند فرگشت دخالت کرده، و آن را به گونه‌ای رهبری کرده‌است که در نهایت همه حیات بر روی زمین را می‌توان آفرینش او دانست. ترکیب «فرگشت الهی» توسط هوادار نامدار آمریکایی داروین، آسا گری، به کار برده شد. با این حال این دیدگاه به آرامی از بحث‌های دانشمندان کنار گذاشته شد چرا که آنان به تدریج به سوی ایدهٔ طبیعت‌گرایی شیوه‌مدار و این باور سوق پیدا کردند که اشاره به دخالت مستقیم نیروهای فراطبیعی در روند فرگشت از دیدگاه علمی ناسودمند است. تا سال ۱۹۰۰، فرگشت الهی تا حد زیادی از بحث‌های علمی تخصصی ناپدید شد؛ اگرچه هنوز هواداران بسیاری در میان مردم جامعه داشت.
در پایان سده ۱۹ میلادی، عنوان نولامارکیسم (لامارک‌گرایی نوین) به دیدگاه گروهی از طبیعی‌گرایانی اطلاق می‌شد که به ارث بردن ویژگی‌های اکتسابی را مهم‌ترین سازوکار فرگشتی برمی‌شمردند. هواداران این نظریه شامل ساموئل باتلر، نویسنده انگلیسی و منتقد داروین، ارنست هکل، زیست‌شناس آلمانی، و ادوارد درینکر کوپه، دیرین‌شناس آمریکایی بود. آن‌ها لامارکیسم را از دیدگاه فلسفی بالاتر از نظریه داروین مبنی بر انتخاب طبیعی بر مبنای تغییرات تصادفی قرار دادند. به ارث بردن ویژگی‌های اکتسابی بخشی از نظریه تبارنمایی هکل از فرگشت بود که عنوان می‌کرد رشد رویانی یک یاخته تاریخ فرگشتی آن یاخته را تکرار می‌کند. منتقدان این جریان، همچون آوگوست وایسمان و آلفرد راسل والاس آلمانی، نیز استدلال می‌کردند که هیچ‌کس تاکنون نتوانسته است شاهدی قاطع بر به ارث بردن ویژگی‌های اکتسابی در اختیار بگذارد. با وجود این انتقادها، نولامارکیسم به عنوان پرطرفدارترین بدیل انتخاب طبیعی در پایان سده ۱۹ باقی ماند و حتی در سده ۲۰ میلادی نیز در میان گروهی از طبیعت‌گرایان هوادار داشت.
راست‌زایی یا ارتوژنز فرضیه‌ای بود که بر مبنای آن حیات میلی ذاتی به تغییر دارد و این تغییر به گونه مستمر و در جاده‌ای یکسویه به سمت «بهتر» شدن گونه است. این فرضیه هواداران بسیاری در سده ۱۹، از جمله لو برگ زیست‌شناس روس و هنری فرفیلد آزبورن دیرین‌شناس آمریکایی، به دست آورد. این فرضیه در میان گروهی از دیرین‌شناسانی که بر این باور بودند که سنگواره‌های موجود نشان از تغییرهایی یک‌طرفه و ثابت می‌دهند، شناخته‌شده بود.
جهش‌گرایی عبارت از این ایده بود که گونه‌ها در نتیجه جهش‌های بسیار بزرگ پدید آمده‌اند. این ایده به عنوان جایگزینی بسیار سریع‌تر از روند کند انتخاب طبیعی داروین شناخته شد و در میان نخستین ژنتیک‌دانانی همچون هوگو دو وری، ویلیام بیتسون، و توماس هانت مورگان در آغاز پژوهش‌هایش، هوادار داشت.

### ژنتیک مندلی، بیومتریک، و جهش
کشف دوباره قانون‌های وراثت گرگور مندل در ۱۹۰۰ بحثی داغ را میان دو گروه در میان زیست‌شناسان پدیدآورد. در یک سوی، مندل‌گرایان بر تفاوت‌های مجزا و قانون‌های ارثیت متمرکز بودند. رهبری این گروه را ویلیام بیتسون (که واژه ژنتیک را جای گذاشت) و هوگو دو وری (که واژه جهش را جای گذاشت) بر دوش داشتند. مخالفان آن‌ها آماردانان زیستی بودند که به تغییرات پیوسته ویژگی‌ها درون جمعیت‌ها علاقه داشتند. رهبران این گروه کارل پیرسون و والتر فرانک رافائل ولدون بودند که طبق سنت پایه‌گذاری‌شده توسط فرانسیس گالتون، بر روی سنجش و تحلیل آماریِ فراوانی در یک جمعیت متمرکز بودند. آماردانان زیستی ژنتیک مندلی را بر این پایه رد می‌کردند که واحدهای وراثتی مجزا، همانند ژن‌ها، نمی‌توانستند گسترهٔ فراوانی‌های دیده شده در جمعیت‌های واقعی را توضیح دهند. بررسی ولدون بر روی خرچنگ‌ها و حلزون‌ها شاهدی بر این بود که فشار انتخابی از سوی محیط زیست می‌تواند گستره فراوانی‌ها در جمعیت‌های وحشی را جابجا کند، ولی مندل‌گرایان بر این نظر که تفاوت‌های سنجیده شده توسط آماردانان زیستی بسیار کم‌اثرتر از آن هستند که بتوان فرگشت گونه‌های نو را بر پایه آن تفسیر کرد باقی ماندند.
هنگامی که توماس هانت مورگان آزمایش‌ها بر روی مگس سرکه را آغاز کرد، در ابتدا شخصی جهش‌گرا بود که امید داشت نشان دهد که گونه‌های جدید را می‌توان در آزمایشگاه تنها با بهره‌گیری از جهش صرف تولید کرد. با این حال، کار او در میان سال‌های ۱۹۱۰ تا ۱۹۱۵ ژنتیک مندلی را تصدیق کرد و شواهد تجربی قاطعی فراهم آورد که آن را به وراثت کروموزومی پیوند می‌داد. تلاش او همچنین نشان داد که بیشتر جهش‌ها دارای تأثیرات به نسبت کوچک هستند – همچون تغییر در رنگ چشم – و اینکه به جای پدیدآوردن گونه‌ای جدید در یک مرحله، جهش‌ها باعث بالا رفتن تفاوت‌ها در جمعیت کنونی می‌شوند.

## ۱۹۲۰ تا ۱۹۴۰

### ژنتیک جمعیت
مدل‌های مندلی و بیومتریکی در نهایت با شکل‌گیری ژنتیک جمعیت با هم آشتی پیدا کردند. رانلد فیشر، زیست‌شناس و آماردان بریتانیایی، در نوشتارهای خود، از جمله کتابش نظریه ژنتیکی و انتخاب طبیعی (۱۹۳۰)، نشان داد که فراوانی‌های پیوسته سنجیده شده توسط آماردانان را می‌توان توسط برآیند عمل چندین ژن مجزا تولید کرد، و اینکه انتخاب طبیعی می‌تواند فراوانی‌های ژن در یک جمعیت را عوض کند و باعث فرگشت شود. در سری مقاله‌هایی، جان هالدین بریتانیایی نیز تحلیل آماری را برای نمونه‌های دیده شده از انتخاب طبیعی در جهان حقیقی، همچون فرگشت شب‌پره‌های فلفلی، به کار برد و نشان داد که انتخاب طبیعی حتی با سرعتی بیشتر از نرخی که فیشر متصور بود، صورت می‌گیرد.
سیوال رایت، زیست‌شناس آمریکایی که آزمایش‌هایی در زمینه زادگیری جانوران داشت، بر روی مخلوط کردن ژن‌ها و تأثیرات زادگیری بر جمعیت‌های کوچک و به نسبت منزوی که نشان از رانش ژنی داشتند، متمرکز شد. در ۱۹۳۲، رایت مفهوم تناسب چشم‌انداز را معرفی کرد و عنوان کرد که رانش ژن و درون‌زایی می‌توانند جمعیتی کوچک و منزوی را از یک اوج تطبیقی دور کند و باعث شود انتخاب طبیعی آن را به سوی اوج‌های تطبیقی دیگر سوق دهد. اثر فیشر، هالدان، و رایت باعث شکل‌گیری دانش ژنتیک جمعیت شد. این دانش ژنتیک مندلی را با انتخاب طبیعی گره زد و گامی مهم به سوی ایجاد نگره‌ای یکتا از سازوکار فرگشتی به‌شمار رفت.

### سنتز فرگشتی نوین
در نخستین دهه‌های سده ۲۰ میلادی، بیشتر طبیعی‌دانان میدانی باور داشتند که سازوکارهای لامارکی و جهشی فرگشت بهترین توصیف را از پیچیدگی‌های موجود در جهان طبیعی ارائه می‌دهند. با این حال با آغاز پیشرفت دانش ژنتیک، این دیدگاه به آرامی مورد تردید قرار گرفت. تئودوسیوس دوبژانسکی که به عنوان پژوهشگر پسادکترا در آزمایشگاه مورگان کار می‌کرد علاقه زیادی به کارهای ژنتیک‌دانان روسی در زمینه تنوع ژنتیکی پیدا کرد. او کمک کرد تا فاصله میان بنیان‌های فرگشت خرد – که توسط ژنتیک‌دانان جمعیتی پایه‌گذاری شده بودند – و الگوهای فرگشت کلان – که توسط زیست‌شناسان میدانی مشاهده شده بودند – را پر کند. در کتاب نامدار خود با عنوان ژنتیک و خاستگاه گونه‌ها (۱۹۳۷)، دوبژانسکی تنوع ژنتیکی جمعیت‌های وحشی را مورد بررسی قرار داد و نشان داد که بر خلاف تصور ژنتیک‌دانان جمعیتی، این جمعیت‌ها دارای تنوع ژنتیکی بالایی بودند، و تفاوت‌های میان گروه‌های زیرجمعیتی را فهرست کرد. کتاب او همچنین کارهای آماری پیچیده از دیدگاه ریاضیاتی ژنتیک‌دانان جمعیتی را در قالبی فهم‌پذیرتر ارائه کرد. در انگلستان ای. بی. فورد، پیشرو مبحث ژنتیک بوم‌شناختی، در دهه‌های ۱۹۳۰ و ۱۹۴۰ پژوهش‌های خود را در زمینه توانایی انتخاب شدن به دلیل معیارهای اکولوژیکی، از جمله توانایی حفظ کردن تنوع ژنتیکی از راه چندریختی ژنتیکی همچون گروه‌های خونی، قرار دارد. آثار فورد به سوق تدریجی سنتز نوین از انتخاب طبیعی به رانش ژن کمک کرد.
ارنست مایر، زیست‌شناس فرگشتی، از کارهای برنهارد رنش، زیست‌شناس آلمانی، تأثیر پذیرفت و تأثیر معیارهای محیط زیست محلی را بر گستره پراکندگی جغرافیایی زیرگونه‌ها و گونه‌های نزدیک به هم مورد بررسی قرار داد. مایر کار دوبژانسکی را در کتاب ۱۹۴۲ خود به نام سامانه‌شناسی و خاستگاه گونه‌ها ادامه داد و بر اهمیت گونه‌زایی دگربوم در تشکیل گونه‌های جدید تأکید کرد. این نوع از گونه‌زایی هنگامی رخ می‌دهد که انزوای جغرافیایی یک زیردسته با شکل‌گیری سازوکارهایی برای انزوای زایشی همراه شود. مایر همچنین مفهوم گونه‌های زیستی را چارچوب‌بندی کرد که بر پایه آن گونه‌ها به عنوان گروهی از جمعیت‌های بالقوه یا بالفعل درون‌زا تعریف می‌شوند که از همه دیگر جمعیت‌ها انزوای زایشی داشته‌اند.
در ۱۹۴۴، جورج گیلرد سیمپسون نشان داد که سنگواره‌های موجود با الگوی بی‌قاعدهٔ بی‌جهتی که توسط سنتز فرگشتی پیش‌بینی شده بود همخوانی دارند، و اینکه سازوکارهای خطی که پیشتر توسط دانشمندان نولامارک‌گرا و راست‌زا ادعا شده بودند با شواهد موجود سازگار نیستند. در ۱۹۵۰، جی. لدیارد استبینز کتاب فراوانی و فرگشت در گیاهان را منتشر کرد که به وارد نمودن گیاه‌شناسی به سنتز نوین کمک شایانی نمود. کارهای این دانشمندان که در موضوع‌های مختلف میان‌رشته‌ای مربوط به فرگشت فعالیت می‌کردند باعث ایجاد سنتز نوین فرگشتی شد. این عنوان از نام کتاب فرگشت: سنتز نوین اثر جولیان هاکسلی گرفته شد.
سنتز فرگشتی بنیانی نظری پدید آورد که اگرچه نه همه، بلکه بسیاری از شاخه‌های زیست‌شناسی را گرد هم می‌آورد. این دانش کمک کرد تا زیست‌شناسی فرگشتی – که پیشتر دانشی که صرفاً با تاریخ طبیعی سر و کار دارد متصور می‌شد – وارد فضای علمی با روش‌های تجربی شود. همچنین سنتز توانست گستره وسیع افکار و اندیشه‌های گوناگون دربارهٔ فرگشت را جهت‌دهی کند؛ تا دهه ۱۹۵۰، انتخاب طبیعی عمل‌کننده بر فراوانی ژنی تقریباً تنها سازوکار قابل قبول برای تغییرات فرگشتی بود، و فرگشت کلان به سادگی نتیجه فرگشت خرد در مدت زمان طولانی فرض می‌شد.

## دهه ۱۹۴۰ تا ۱۹۶۰: زیست‌شناسی ملکولی و فرگشت
دهه‌های میانی سده ۲۰ میلادی شاهد اوج گرفتن زیست‌شناسی مولکولی بود و به همراه آن، افزایش آگاهی دربارهٔ خاستگاه ژن‌ها به عنوان توالی‌های دی‌ان‌ی و ارتباط آن‌ها با توالی پروتئینی از دریچه رمزهای ژنتیکی. در این هنگام روش‌های علمی قدرتمندی برای بررسی پروتئین‌ها، همچون برق‌بری پروتئین و توالی‌سازی پروتئینی، ابداع شدند که پدیده‌های زیست‌شیمیایی را وارد حوزه سنتز فرگشتی نوین کردند. در آغاز دهه ۱۹۶۰، لینوس پاولینگ و امیل زوکرکاند ایدهٔ ساعت مولکولی را پیشنهاد دادند: تفاوت‌های توالی میان پروتئین‌های همساخت می‌توانست برای تعیین مدت زمانی که از جدایی دو گونه گذشته‌است مورد استفاده قرار گیرد. تا سال ۱۹۶۹، موتو کیمورا و دیگران پایه‌ای نگری برای ساعت مولکولی فراهم آوردند و نشان دادند که – حداقل در سطح مولکولی – بیشتر جهش‌های ژنتیکی نه سودمند و نه مضر هستند و اینکه جهش و رانش ژن (به جای انتخاب طبیعی) عامل بخش زیادی از تغییرات ژنتیکی هستند. بررسی‌های بر روی تفاوت‌های پروتئینی درون نمونه‌های هر گونه همچنین داده‌های مولکولی در اختیار ژنتیک‌دانان جمعیتی گذاشتند تا با آن‌ها سطح مانندگی در جمعیت‌های طبیعی را تخمین بزنند.
در دهه ۱۹۶۰، زیست‌شناسی مولکولی به سرعت به عنوان تهدیدی برای ساختار سنتی زیست‌شناسی فرگشتی دیده می‌شد. زیست‌شناسان فرگشتی مطرح – همچون ارنست مایر، دوبژانسکی، و سیمسون که سه بنیان‌گذار سنتز نوین به‌شمار می‌آمدند – به شدت به روش‌های مولکولی شک داشتند، به ویژه هنگامی که موضوع ارتباط (یا عدم ارتباط) آن با انتخاب طبیعی مطرح می‌شد. فرضیه ساعت مولکولی به ویژه چالش‌برانگیز بود و باعث بحث‌هایی میان هواداران دو گروهی که اهمیت جهش و رانش ژن را بر انتخاب طبیعی برتری می‌دادند یا بلعکس، شد. این بحث‌ها تا دهه ۱۹۸۰ نیز بدون نتیجه قطعی ادامه یافتند.

## دهه‌های پایانی سده ۲۰

### دیدگاه‌های ژن-محور
در میانه دهه ۱۹۶۰، جورج سی ویلیامز به سختی از اینکه مطابقت‌های زیستی با عنوان «بقای گونه‌ها» تفسیر می‌شود (بحث‌های انتخاب گروهی) انتقاد کرد. چنین تفسیرهایی بعدها جای خود را به دیدگاه ژن‌محورانه از فرگشت دادند که نشات‌گرفته از آرای ویلیام دی همیلتون، جورج آر پرایس، و جان مینارد اسمیت در زمینه انتخاب خویشاوندی بود. کتاب تأثیرگذار ژن خودخواه (۱۹۷۶) اثر ریچارد داوکینز این دیدگاه را به خوبی خلاصه کرد و نمایش داد. مدل‌های این دوره نشان می‌دادند که انتخاب گروهی دارای توانایی نسبی بسیار کمی است، اگرچه مدل‌های جدیدتر امکان وجود انتخاب‌های چندلایه‌ای بااهمیت را به تصویر کشیدند.
در ۱۹۷۳، لی فان والن واژهٔ ملکه سرخ را – که از اثر از ورای شیشه شفاف توسط لوئیس کارول گرفته شده بود – پیشنهاد داد که برای توضیح سناریویی که در آن گونه‌ای که در یک یا چند مسابقه تسلیحاتی فرگشتی شرکت دارد ناچار به تغییرات مداوم برای جا نماندن از دیگر گونه‌هایی که با آن‌ها در یک هم‌فرگشتی قرار داشته می‌شود، به کار می‌رود. هامیلوتن، ویلیامز و دیگران پیشنهاد دادند که این ایده می‌تواند فرگشت تولید مثل جنسی را توضیح دهد؛ اینکه افزایش تنوع ژنتیکی در نتیجه تولید مثل جنسی به بقای مقاومت در برابر انگل‌هایی که به سرعت فرگشت پیدا می‌کنند کمک می‌کند، از این روی تولید مثل جنسی بر خلاف دیدگاه ژن‌محور، که هزینه ژنی مربوط به سامانه‌ای که تنها نیمی از ژنوم گونه در طی تولید مثل جنسی به نسل بعد منتقل می‌شود را بسیار بالا به تصویر می‌کشد، باقی ماند.

### زیست‌جامعه‌شناسی
کار هامیلتون بر انتخاب خویشاوندی کمک شایانی به پدید آمدن شاخه زیست‌جامعه‌شناسی کرد. توضیح چرایی وجود رفتارهای ایثارگونه مشکلی بزرگ برای دانشمندان فرگشتی بود. پیشرفت مهمی در سال ۱۹۶۴ با ارائه قانون هامیلتون توسط وی به دست آمد؛ قانونی که نشان می‌دهد هوجامعه گرایی در حشرات (وجود طبقه‌های کارگر نازا) و بسیاری دیگر نمونه‌ها از رفتارهای ایثارگونه در نتیجه انتخاب خویشاوندی به وجود آمده‌اند. نگره‌های دیگری نیز مطرح شدند که گاه از نظریه بازی‌ها سرچشمه گرفته بودند، از جمله ایثار بازگشتی. در ۱۹۷۵، ادوارد ویلسون کتاب تأثیرگذار و جنجالی خود را با نام زیست‌جامعه‌شناسی: تلفیق نوین منتشر کرد که در آن مدعی شد نگره فرگشتی می‌تواند بسیاری جنبه‌های رفتار جانوران را، از جمله انسان‌ها، توضیح دهد. منتقدان زیست‌جامعه‌شناسی، از جمله استیفن جی گولد و ریچارد لیوونتین، ادعا کردند که زیست‌جامعه‌شناسی بیش از حد به بزرگ کردن نقش ژن‌ها در توضیح رفتارهای پیچیده انسانی پرداخته است. آن‌ها همچنین بر این باور بودند که نگره‌های دانشمندان زیست‌جامعه‌شناس اغلب نمایانگر پیش فرض‌های ایدئولوژیک خودشان است. بر خلاف این انتقادها، پژوهش بر روی زیست‌جامعه‌شناسی و دیگر شاخه‌های روان‌شناسی فرگشتی ادامه پیدا کرد.

### الگوها و روندهای فرگشتی
یکی از مهم‌ترین مباحث مطرح شده در دهه ۱۹۷۰ بر روی نگره تعادل نقطه‌ای بود. نیلز الدرج و استیفن جی گولد گزارش دادند که الگویی در گونه‌های سنگواره شده دیده می‌شود که در آن، سنگواره‌هایی که برای مدت زمان طولانی بدون تغییر باقی‌مانده بودند، با دوره‌های کوتاه و گسسته از همِ تغییراتِ سریع مخلوط شده‌اند. پیشرفت‌ها در روش‌های توالی‌یابی باعث افزایشی شدید در ژنوم‌های توالی یافت‌شده گشتند، و به دانشمندان اجازه دادند تا نگره‌های فرگشتی خود را با کمک داده‌های عظیم ژنومی بازبینی کنند. مقایسه میان این ژنوم‌ها اطلاعاتی دربارهٔ سازوکار ملکولی گونه‌زایی و تطابق به دست دادند. تحلیل‌های ژنومی تغییرات بنیادینی در درک تاریخ فرگشتی حیات، از جمله پیشنهاد سامانه سه‌محوری توسط کارل ووز، پدیدآورد. پیشرفت‌ها در سخت‌افزارهای محاسباتی و نرم‌افزارها اجازهٔ آزمودن و برون‌یابی مدل‌های فرگشتی که به سرعت پیچیده‌تر می‌شدند را دادند و منجر به پدید آمدن شاخه زیست‌شناسی دستگاه‌ها شدند. یکی از نتایج این پیشرفت‌ها، امکان تبادل دیدگاه میان نگره‌های دانشمندان فرگشتی و دانش علوم رایانه بود؛ چیزی که با عنوان محاسبات فرگشتی شناخته می‌شود. در محاسبات فرگشتی، تلاش بر تقلید از فرگشت زیستی برای پدیدآوردن الگوریتم‌های رایانه‌ای جدید است. امروزه کشف‌ها در زیست فناوری امکان دستکاری در همه ژنوم‌ها را می‌دهند؛ پیشرفتی که به مطالعات فرگشتی اجازه می‌دهد در آینده اقدام به ساخت یاخته‌های کامل بشرساز کند.

### میکروبیولوژی، انتقال افقی ژن، و درون‌هم‌زیستی
میکروبیولوژی از سوی نخستین دانشمندان فرگشت‌شناس مورد کم‌توجهی بسیار قرار گرفت. دلیل چنین چیزی اغلب در دسترس نبودن ویژگی‌های ریخت‌شناختی و نبود ایده وجود گونه‌های مختلف در میکروبیولوژی، به ویژه در میان پروکاریوت‌ها، بوده‌است. امروزه دانشمندان فرگشتی از درک بهبودیافته خود از فیزیولوژی میکروبی و بوم‌شناسی – که نتیجه سادگی نسبی ژنومیک میکروبی بوده‌است – بهره می‌گیرند تا آرایه‌شناسی و فرگشت این یاخته‌ها را بیشتر بررسی کنند. این پژوهش‌ها نشان داده‌اند که بر خلاف انتظارها، تنوع بسیار گسترده‌ای در میان میکروب‌ها وجود دارد.
گامی مهم در مطالعه فرگشت میکروبی در سال ۱۹۵۹ در ژاپن با کشف انتقال افقی ژن برداشته شد. این انتقال ساختارهای ژنتیکی میان گونه‌های مختلف باکتری‌ها توجه دانشمندان را به دلیل نقش مهمشان در گستراندن مقاومت آنتی‌بیوتیکی جلب کرد. به تازگی و با گسترش آگاهی از ژنوم، ادعا شده‌است که انتقال افقی ساختارهای ژنتیکی نقشی مهم در فرگشت همهٔ یاخته‌ها داشته‌است. چنین میزان بالایی از انتقال جانبی ژن باعث پدید آمدن این ایده شده‌است که درخت فرگشتی همه یاخته‌های امروزین – که «درخت حیات» نامیده می‌شود – بیشتر همانند تاری درهم تنیده یا تور است تا درختی با شاخه‌های مجزا.
در حقیقت، نگره درون‌هم‌زیستی یا سیمبیوژنز برای منشأ اندامک‌ها تکیه بر اهمیت بنیادین انتقال افقی ژن در فرگشت یوکاریوت‌هایی چون قارچ‌ها، گیاهان، و جانوران دارد. درون‌هم‌زیستی مطرح می‌کند که اندامک‌ها درون سلول‌های یوکاریوت‌هایی چون میتوکندری و کلروپلاست‌ها، بازماندگان باکتری‌های مستقلی هستند که در میان دیگر سلول‌ها به حیات سیمبیوتیکی پرداختند. پیشتر در پایان سده ۱۹ام میلادی شباهت‌ها میان میتوکندریا و باکتری‌ها مشاهده شده بودند، اما اهمیت چندانی به آن داده نشد تا اینکه در دهه‌های ۱۹۶۰ و ۱۹۷۰، لین مارگلیس نه تنها این مبحث را دوباره گشود، که توانست با شواهد تازه نشان دهد که اندامک‌ها دارای دی‌ان‌ای از آن خود بودند که به شکل مستقل از دی‌ان‌ای موجود در هسته سلول به ارث برده‌اند.

### زیست‌شناسی رشد فرگشتی
در دهه‌های ۱۹۸۰ و ۱۹۹۰، اصول سنتز فرگشتی نوین زیر کنکاو گسترده قرار گرفتند. این هنگامی بود که دانشمندانی چون برایان گودوین و استوارت کافمن توانسته بودند مفاهیم زیست‌شناسی ساختاری را دوباره زنده کنند؛ مبحثی که ایده‌های سایبرنتیک و نظریه سامانه‌ها را به کار می‌برد و بر اهمیت فرایندهای خودسامانده به عنوان فاکتوری که روند فرگشت را به شکل مستقیم تحت تأثیر قرار می‌دهد، تکیه دارد. استیفن جی گولد پیشتر به احیای ایده‌های ناجورزمانی دربارهٔ تغییر در نرخ‌های نسبی فرایندهای رشدی در طی فرگشت پرداخته بود تا بتواند پدید آمدن فرم‌های تازه را توضیح دهد. او و ریچارد لیوونتین مقاله‌ای تأثیرگذار در ۱۹۷۹ منتشر کردند که عنوان می‌کرد تغییر در یک ساختار زیستی، یا حتی نو شدن در ساختار، می‌توانند به صورت تصادفی به خاطر انتخاب در ساختاری دیگر باشند، به جای آنکه نتیجه انتخاب طبیعی برای آن سازگاری مشخص باشند. آن‌ها چنین تغییرات ساختاری تصادفی را «پشت‌بغل» نامیدند. بعدها، گولد و الیزابت وربی به دست آوردن عملکردهای تازه به وسیله ساختارهای جدیدی که به این ترتیب پدید می‌آیند را به بحث گذاشتند و آن‌ها را «Exaptation» نامیدند.
داده‌های مولکولی از سازوکارهایی که رشد را تحت تأثیر قرار می‌دهند در دهه‌های ۱۹۸۰ و ۱۹۹۰ رشد چشمگیری یافتند. آشکار شد که تنوع ریختی جانوران نه نتیجه گروه مختلفی از پروتئین‌ها که رشد جانوران گوناگون را قاعده می‌بخشند است، بلکه برآمده از تغییرات رشد گروه کوچکی از پروتئین‌های که مشترک در میان همه جانوران هستند، بوده‌اند. این پروتئین‌ها با عنوان «بسته ژنتیک–رشد» شناخته شدند. این یافته‌ها شاخه علمی فیلوژنتیک، دیرین‌شناسی، و زیست‌شناسی رشدی تطبیقی را تحت تأثیر قرار دادند، و نخستین گام‌های آغازین مبحث زیست‌شناسی رشدی فرگشتی (که با عنوان «evo-devo» برگرفته از سرواژگان «evolutionary developmental biology» نیز شناخته می‌شود) شدند.